# 芒市
芒市，原名潞西市，傣名勐焕，是中华人民共和国云南省德宏傣族景颇族自治州的一个县级市，也是德宏州的州府，市政府驻勐焕街道。芒市与缅甸为邻，有68.23千米的国境线。全市面积2,900.91平方千米，城市建成区面积20.52平方千米。2019年全市人口42.81万人，城区人口15.33万人。少数民族占总人口的47.48%，傣族、景颇族为主，另外芒市也是中国德昂族人口最多的县区。
芒市是国家卫生城市、国家园林城市和中国优秀旅游城市。历史上，芒市是芒市、遮放、勐板三土司的辖地，1949年建县，1996年设市。农业及农产品加工业是芒市最重要的经济部门，后谷咖啡是中国最大的咖啡生产企业。芒市上座部佛教流行，市内建有众多佛教建筑，勐焕大金塔是亚洲最大空心佛塔，泼水节和目瑙纵歌节是芒市民族文化最具代表性的活动。

## 名称

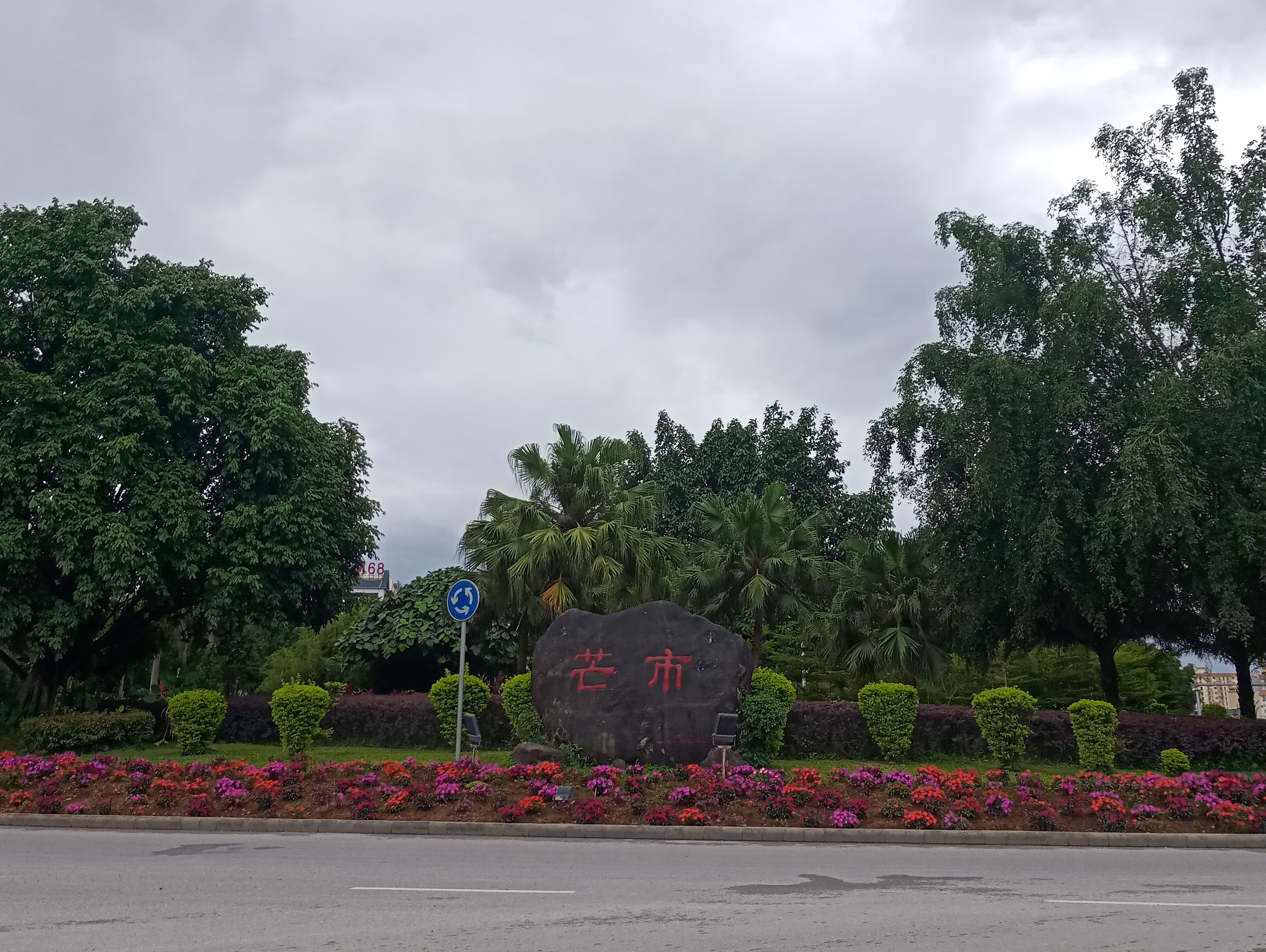
芒市北入城口环岛的“芒市”门牌石

芒市原称潞西市，“潞西”一名始于1934年中华民国云南省设立的“潞西设治局”，取“潞江之西”之意，“潞江”是怒江在滇西地区的另一名称。“芒市”是古代部落民族名“茫施”演化而来的名称，“茫施”是对德昂族先民的称呼，“芒市”一词最早见于明正统年间的“芒市御夷长官司”。
由于芒市是第二次世界大战中缅印战区的重要据点、1956年緬甸总理、中华人民共和国总理在此主持中缅边民联欢大会，使“芒市”的知名度远大于“潞西”。此外，当地多使用“芒市”而非“潞西”作为重要建筑名称中的地名，诸如芒市宾馆、芒市机场、芒市会堂、芒市广场等，使多数外地客商只知芒市而不识潞西，地名认可度小导致发展受到制约。2008年，对潞西的民意调查表明，受访4,751名人民之中96.96%支持恢复历史地名“芒市”。2010年7月12日，国务院批准潞西市更名为芒市，12月29日在芒市会堂举行授印揭牌仪式正式更名。芒市是中华人民共和国唯一一个专名和通名只有两个字的县级市名称，“芒市”既是专名，其“市”字又是政区通名。
“芒市”傣语称“勐焕”（IPA：/məŋ55 xɔn35/），意为“黎明之城”。傣语雅称“遮美木”，意为“黄梨树花城”。英文中的标准译名为汉语拼音的“Mangshi”，有时也使用威妥玛拼音的“Mangshih”。

## 历史

### 史前至元末

德宏州博物馆藏芒市五岔路乡邦岭村出土的东汉龙江型不对称铜钺

新石器时代晚期，芒市境内已有人类活动，中山乡芒丙村、黄家寨村等地均发现有新石器时代晚期遗址，现代研究认为属于德昂族先民的史前文化。进入青铜时代后，芒市地区先后属于滇越乘象国、哀牢国的范围。东汉永平十二年（69年），哀牢王柳貌率77个部落酋长内附汉朝，汉王朝在原哀牢地置永昌郡，芒市属于永昌郡下的哀牢县。三国蜀汉沿袭旧制，西晋泰始七年（271年）改隶宁州。唐朝时期，芒市为茫蛮部落所居，出现了“茫施”一名。
|                             | 茫蛮部落，并是开南杂种也……又有大赕、茫昌、茫盛恐、茫鲊、茫施，皆其类也。 |
| ——樊绰，《云南志·名类第四》 |                                                                          |

唐初，以芒市为中心称“些罗城”，南诏时期属永昌节度。大理国时称为“怒谋”，属永昌府。元灭大理后，于中统二年（1261年）设金齿等处宣抚司，芒市属之。至元八年（1271年）宣抚司分路，芒市位于东路安抚使境内，十二年（1275年）改称镇康路安抚使。十三年（1276年）从镇康路划出，置茫施路，隶宣抚司，此为芒市建制之始。
元朝设立茫施路的同时，在今瑞丽市设置了麓川路，元缅战争时麓川路是元军重要的前线据点，元朝在战时对麓川有高强度的军事控制和政治统治。大德六年（1302年）元朝放弃征缅后，军队与行政官员退回内地，此后麓川势力开始大规模扩张。芒市地区实际属于麓川这一地方政权管理，元末已摆脱中央政府自治一方。元缅战争中，牙嵩延之战的战场可能位于芒市境内的芒市河岸。

### 明清时期

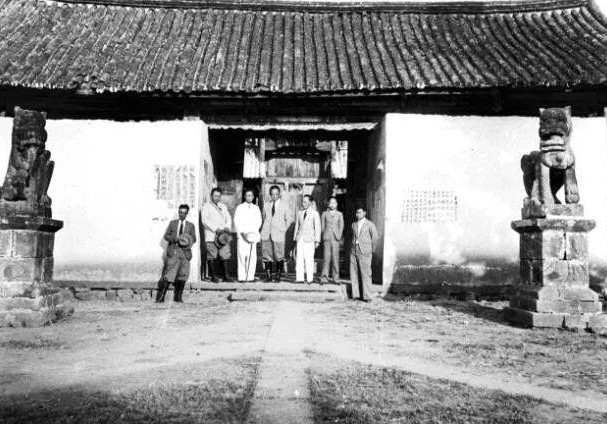
芒市土司衙门（1935年）

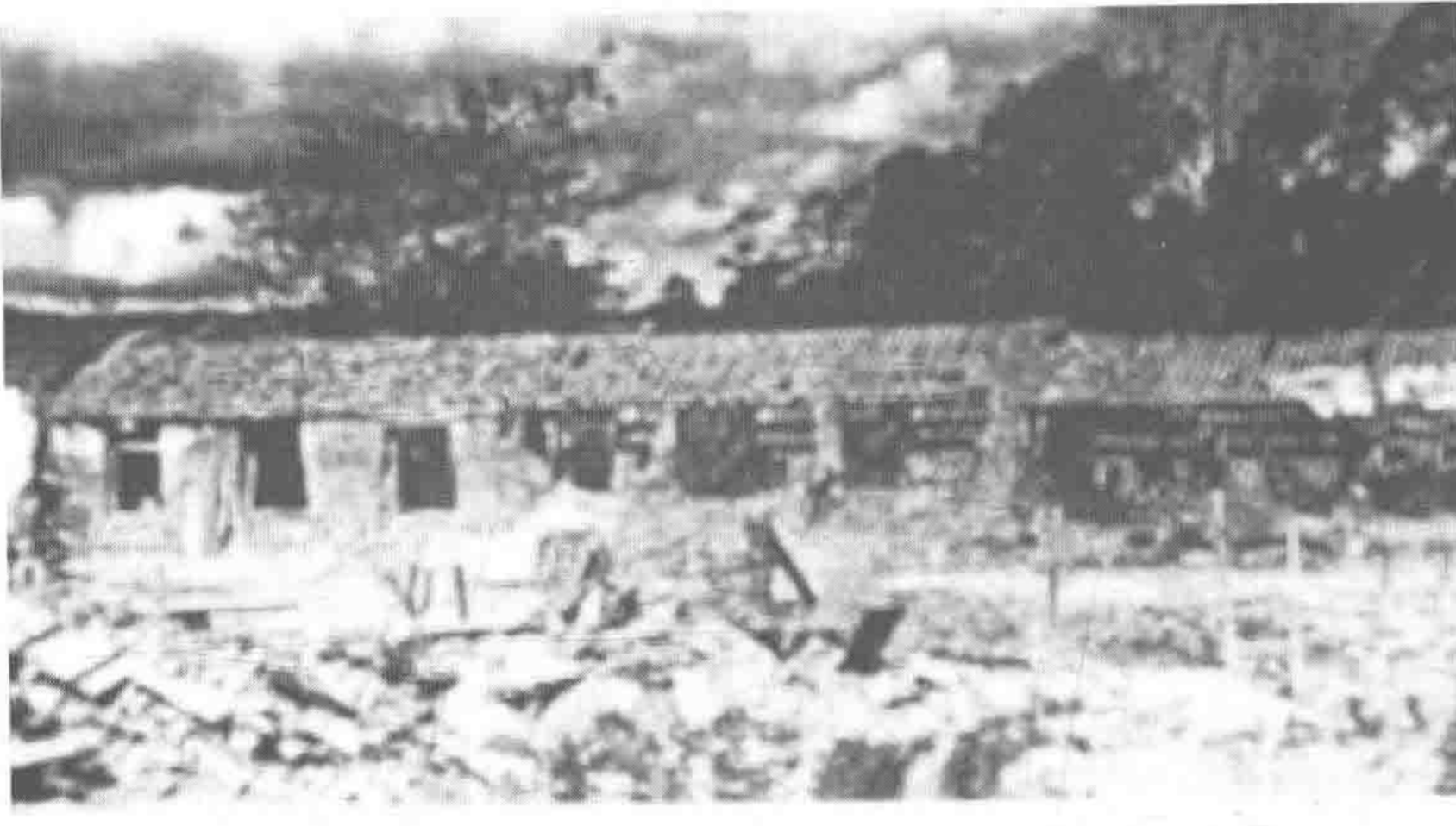
二战中被战火毁坏的遮放土司衙门

#### 明朝
明王朝进入云南后，洪武十五年（1382年）宣布的行政建制中列有芒施府，未承认麓川的扩张及对芒市统治的事实，将麓川列为滇西众多府路中的一个。该举措导致了麓川的不满，不久与明朝爆发战争，麓川投降。建文元年（1399年），思伦发去世，明王朝随即开始“析麓川地”，将麓川控制区拆分，建立了众多土司政权。芒市紧邻麓川的核心地区，此时仍然由麓川控制。思任法时期，麓川再次对外扩张，明朝决定征讨麓川，史称“麓川之役”。正统八年（1443年），思机法进攻已倒向明朝的原麓川首领、芒市陶孟放革，被明军击败，明王朝设置芒市御夷长官司，隶金齿军民指挥使司，后直隶于云南布政司。明缅战争后，明王朝于万历十二年（1584年）拆分原陇川土司地置遮放副宣抚司，治今芒市遮放镇。崇祯十三年（1640年），芒市御夷长官司升格为芒市安抚司。

#### 清朝
顺治十三年（1656年），南明永历帝入滇，号召德宏各土司抗清。十五年（1658年）清军攻入滇西，盈江的干崖土司率兵抗清协助永历帝出逃缅甸，全军覆没。次年，德宏各土司归附清朝，仍授原职，隶永昌府。辛标信继任缅甸贡榜王朝国王后，数次寇边云南，清缅战争爆发，乾隆二十九年（1764年）云贵总督在芒市司的三台山和遮放司的芒坎箐设置关卡派兵驻守。三十一年（1766年）缅军攻克木邦与蛮莫，云贵总督派乌尔登携兵三千进驻遮放，总督明瑞亲率一万兵力经芒市抵木邦会合额勒登额。至1769年战事结束，芒市一直是清军的前线据点，为三万多清军提供了大量军需粮饷。乾隆三十五年（1770年），龙陵厅成立，芒市司和遮放司改属龙陵厅。光绪二十五年（1899年），中英会勘滇缅边界，将清初被木邦吞并的勐板地区从缅甸索回，因地方险要，置勐板土千总。

### 中华民国时期

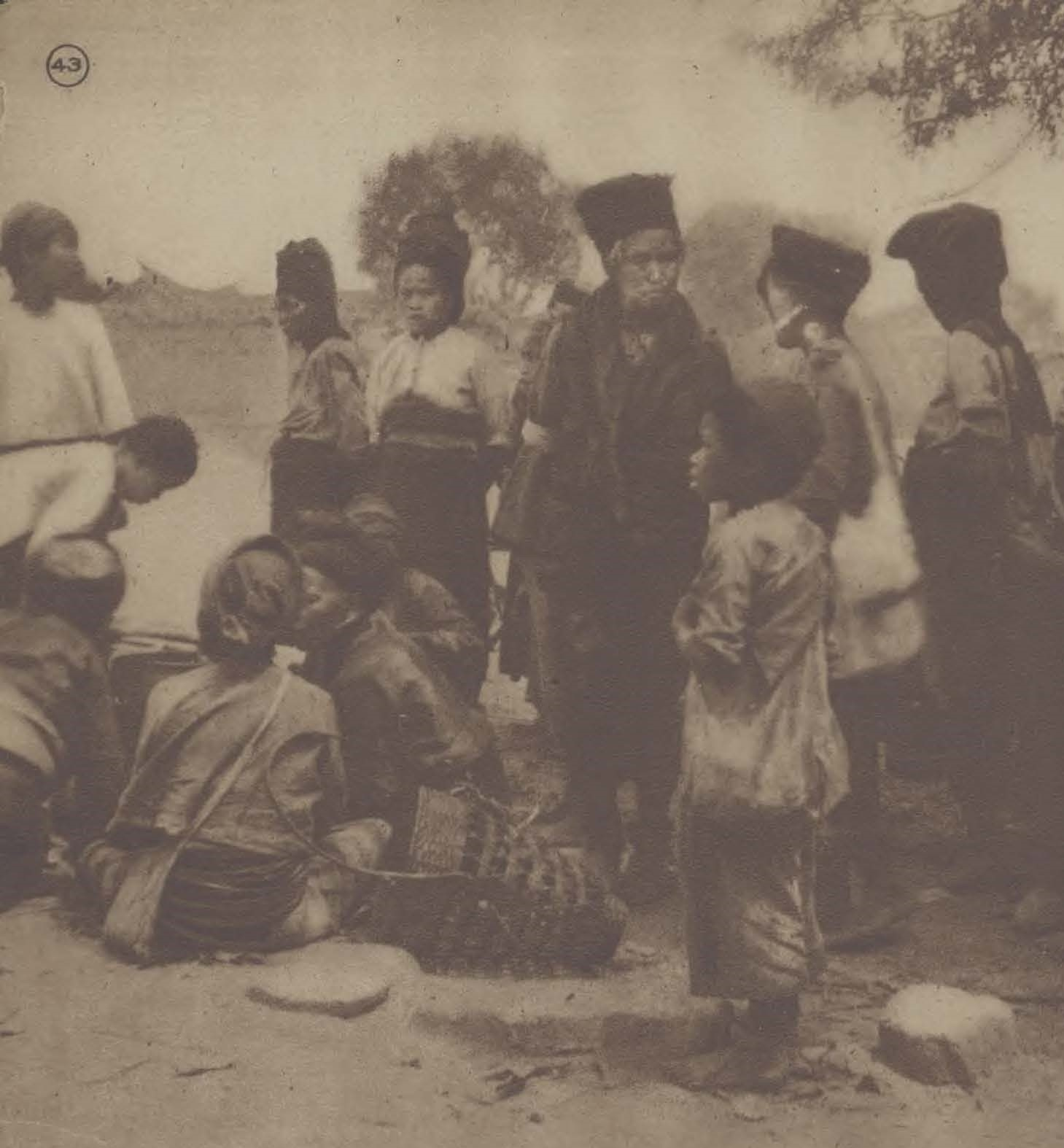
1936年芒市土司衙门前赶集的各族妇女

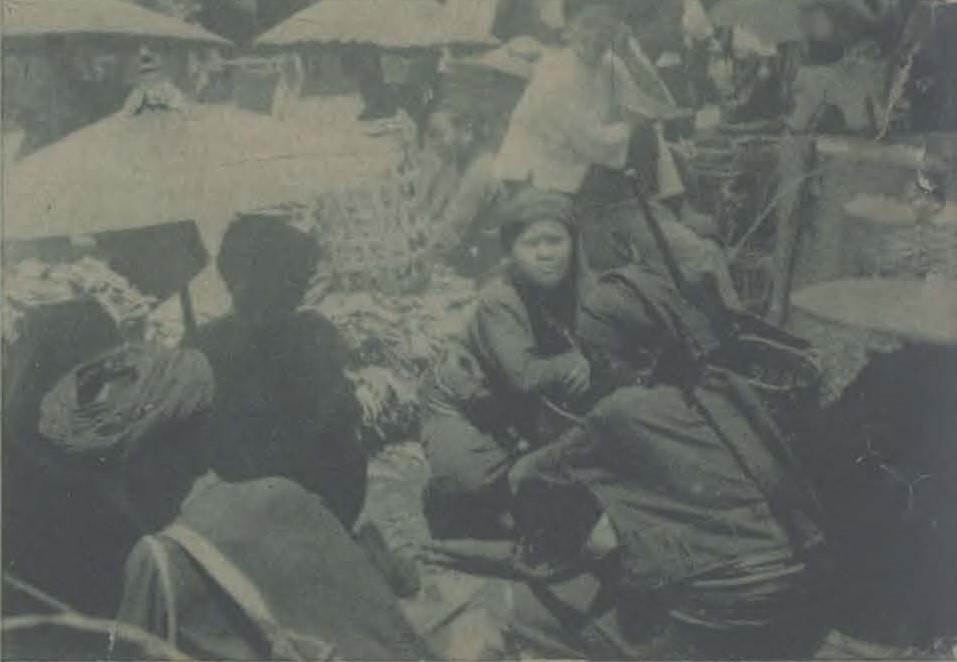
1940年芒市的市场

#### 建制沿革
1911年10月10日，辛亥革命武昌起义爆发后，10月27日革命党人张文光、刀安仁等在腾越发动起义，史称“腾越起义”。次日“滇第一军都督府”成立，至11月4日，永昌、龙陵、永平各府、厅、州、县及边地十余土司皆响应起义，隶属滇西军政府。民国元年（1912年）1月29日，滇第一军都督府裁撤，滇西各地归属云南军都督府管理。随后，省政府计划废除土司制度，“改土归流”开始，设芒板弹压委员（驻油菜地）和遮卯弹压委员（驻大新寨），分别管理芒市安抚司和勐板土千总、遮放副宣抚司和勐卯安抚司，隶属滇西道观察使。民国四年（1915年），芒板、遮卯弹压委员改并为芒遮板行政委员，勐卯安抚司分离，设置芒遮板行政区，公署驻勐戛，隶属腾越道。是次区划变动将芒遮板三土司领地合并，为潞西县域之雏形。
民国十八年（1929年）云南省废除道制，芒遮板改属第一殖边督办公署。同年，云南省推行省县两级区划，将有筹设县治必要的行政区改为设治局（准县级），作为建县的过渡机构，由于土司阻挠“改土归流”，至二十一年（1932年）方成立芒遮板设治局，局署驻勐戛。民国二十三年（1934年）改称潞西设治局，二十七年（1938年）裁殖边督办，潞西直隶省管。三十一年（1942年）划归新成立的第六行政督察区，抗战胜利后改属第十二行政督察区。1949年3月，设治局从勐戛迁到芒市，同年8月，改设治局为县，成立潞西县，隶第十二行政督察区，潞西县首任县长是芒市土司代办、设治局长方克胜，潞西县政府与芒市土司衙门成为两位一体的统治机构。
虽然潞西建立了设治局，但却徒有虚名，“土流并治”局面下设治局管理政事均需经过土司衙门，地方实权依然由土司掌握，土司制度一直延续到中华人民共和国成立后。

#### 交通发展

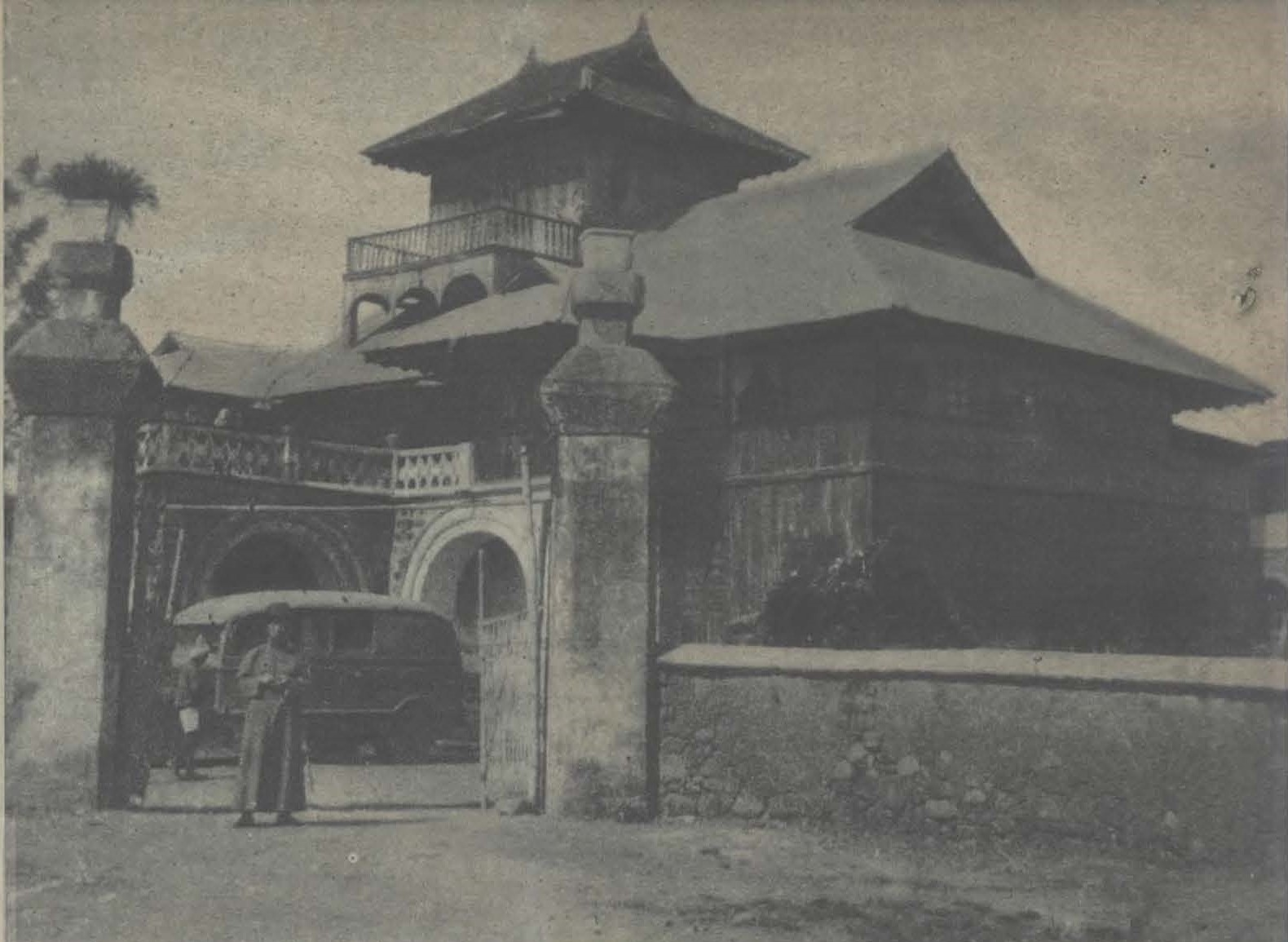
滇缅公路芒市管理站

1937年，日本发动全面侵华战争，中国东部沿海被日军封锁，12月起，滇西各县抢修滇缅公路，干崖、莲山、南甸、户撒、陇川、勐卯各土司都参与了潞西段的修建，1938年8月31日全线通车，成为抗战时期中国西南唯一的国际通道。修筑时潞西设治局日出工最多达8,000人，估计有1.5%的人在修路期间死亡，滇缅公路也被称为“为国捐躯的血路”。滇缅公路由畹町自缅入华，因畹町地域狭小，就将遮放作为国内外公路运输的转接点。1939至1941年间，共有369,161吨的物资自滇缅公路输入中国，其中油类居首，占三分之一。1940年初，日军进占北海和防城，滇缅公路的运输队被调往广西抢运桂越铁路的物资，导致滇西地区滇缅路各处仓库物资告满，部分物资只能露天存放。1940年4月12日，遮放仓库露天摆放的数百吨烈性炸药爆炸，致四十多人死亡，事情高度保密，真相从未见诸公开文电。
芒市机场也在滇西抗日战争前夕的1940年修筑完成，从事军事物资运输和对日作战，曾起降C-46、C-47运输机。

#### 抗日战争

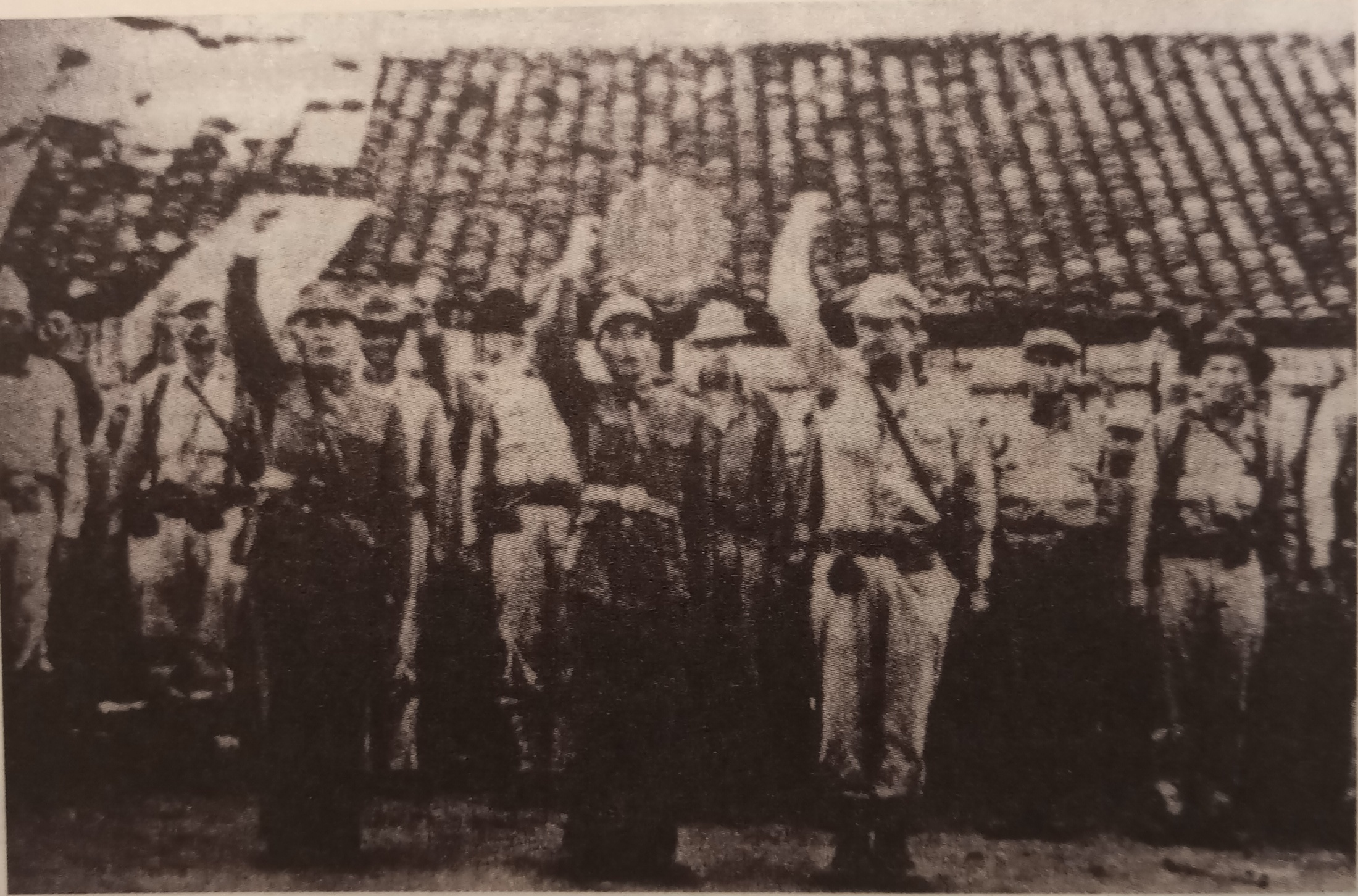
中美盟军庆祝芒市光复

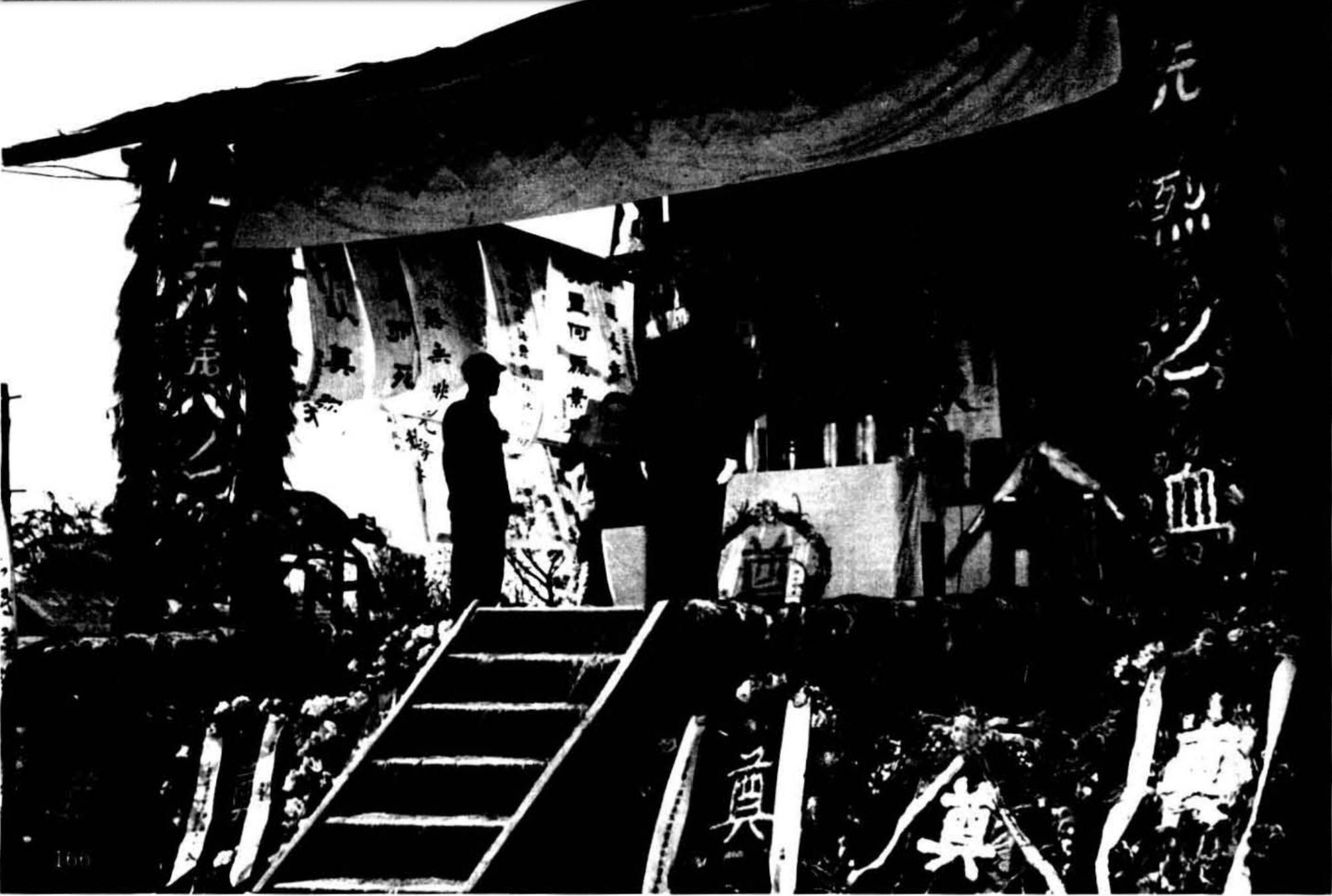
第十一集团军在芒市举行阵亡将士追悼大会

1942年4月，盟军在滇缅路战役中失利，日军于5月3日攻入畹町。5月4日，日军占领芒市。5月5日，怒江惠通桥守军将桥炸毁，阻止日军东进，惠通桥阻击战爆发。5月31日，蒋介石下令停止进攻，固守怒江防线，双方进入对峙状态。1942年6月，龙陵人朱嘉锡组建“昆明行营龙潞游击支队”，以平戛为中心，在敌后开展抗日游击战。小学教师谷祖汉、原云南警官学校学生杨思敬在遮放组建“潞西青年抗日救亡团”，1943年被收编为龙潞区游击支队第四大队。日据时期，芒市是日军在滇西最大的据点，是日本陆军56师团的驻地，总兵力约18,900人，布防片马至滚弄约400公里的防线。
1944年5月11日，卫立煌率中国远征军强渡怒江，拉开滇西大反攻的序幕。9月8日攻克松山后，11月3日收复龙陵，随后计划在芒市进行会战。第五十三军沿芒市盆地远距离迂回至遮放河谷，切断滇缅公路；第七十一军经象滚塘、沿芒市河前进，攻击三台山的日军；第二军第七十六师作为左翼攻击勐戛日军；第六军由龙陵出发，沿滇缅公路向芒市的正面攻击。11月19日9时30分，芒市之战打响，由于国军形成包围之势，日军面临全歼，日56师团残部于19日夜放弃芒市，退守三台山和勐戛白羊山，第二军第九师于11月20日4时光复芒市。同日，荣誉一师攻克三台山；24日，第二军第七十六师占领勐戛；29日，第六军预备二师收复白羊山；12月1日，第七十一军攻占遮放，潞西全境收复。芒市之战历时29天，歼灭日军1,034人，远征军伤亡、失踪官兵4,954人。
日據时期，潞西平民被杀害188人，伤4人，失踪322人；抗日救亡团牺牲74人，龙潞游击支队在潞西境内牺牲33人。芒市是日军鼠疫细菌战的重灾区，共30多个村寨爆发鼠疫，发病673人，死亡368人，等相村被作为鼠疫试验村，潞西的鼠疫直到1953年才得到控制。沦陷期内，潞西直接损失法币726,950万元，间接损失法币385,880万元。

### 中华人民共和国时期

#### 政权更替

中国人民解放军121团进驻芒市

1949年11月11日，朱家璧率中共滇桂黔边区西进部队占领龙陵县，随即召开会议，成立“中共滇西工作领导小组”，为边纵西进部队进入德宏做准备。芒市土司代办、潞西县长方克胜派兵在芒市与龙陵交界的老木厂、双坡设防，欲阻止边纵进入。边纵副司令朱家璧说服方克胜将兵力撤回，但方拒绝中国人民解放军进入芒市，并表示“芒市土司愿守中立”。1950年1月至2月，中共保山地委先后派龙陵县长朱家祥、保山专员公署专员黄平赴芒市说服方克胜，向其开具了县长委任状，未果。4月6日，组建潞西工作团，中国人民解放军14军第41师121团的团长李福成任工作团团长，主要任务是接收原潞西县政权。1950年4月21日，14军41师121团先遣排和工作团由龙陵开赴芒市，方克胜与小土司方御龙出走缅甸。遮放土司多英培经说服回到遮放，随后部队进驻畹町，标志潞西和平解放。

#### 稳定政权

1950年中央民族访问团与滇西各土司座谈，芒市土司代办方克光带头呼喊口号“拥护共产党，拥护中央人民政府”

1950年5月1日，潞西工作团开始接收原潞西县地方政权及下属单位，5月6日成立潞西县人民政府，因方克胜出走缅甸，保山专员公署改任杨侃为代县长。同月，在缅经商的原土司代办方克光（方克胜之兄）归国，任芒市土司代办。8月28日，芒市土司代办方克光、陇川土司多永安、瑞丽土司衎景泰、遮放土司多英培、勐板土千总代办蒋家杰联合订立“拥护解放誓词”，宣布拥护中央人民政府。1953年方克光病故，保山专区人民政府委员会批准其子方化龙继任芒市土司代办。1953年7月18日，德宏傣族景颇族自治区成立，区政府位于芒市。
1950至1952年间，驻潞西的解放军41师121团奉命参与西南剿匪，共出击35次，歼灭国军残部615人，云南反共救国军第三纵队一支队杨绍甲部、反共救国军第八纵队四支队史庆勋部被消灭。1951至1966年间，国军残部对芒市发起武装袭扰和破坏50余次，共1,445人窜入境内，1966年10月“邦达战斗”剿灭第五军特种战斗队段世勋部后，潞西结束反“匪特”武装斗争。

#### 土地改革
1950年代初，中国内地开展土地改革运动，为了减少政治运动对边疆的震动，潞西县江东乡、轩岗乡、五岔路乡部分地区被划为“缓冲区”，实行较内地更宽松的土改政策，仅没收汉族地主的田地，少数民族上层的土地待民族地区土地“和改”时处理。“缓冲区”内合计人口17,729人，以汉族为主。1953年7月底，省人民政府民族工作队副总队长马曜率队至遮放西山景颇族地区考察后，因景颇族土地占有不集中，阶级分化不明显，遂提出景颇族地区不进行土地改革和阶级划分，“直接过渡”到社会主义社会。1954年报中央批准，潞西景颇族等贫困民族聚居区“直接过渡”到社会主义社会，废除了山官制度，建立农业生产合作社。“直过区”内合计人口25,303人，景颇族、德昂族、傈僳族为主。1955年7月21日，潞西县开始进行“和平协商土地改革”，在傣族聚居的坝区实行“自上而下”的和平改革方法，废除领主、地主土地所有制，将田地分给农民，建立农业生产合作社，10月21日土改结束。“和改区”内合计人口67,233人，傣族、汉族为主。因芒市坝的农民抗交官租，芒市土司代办方化龙宣布于1954年起取消官租，随后各土司相继宣布放弃收租。随着1955年“和平协商土地改革”的结束，芒市、遮放、勐板三土司被废除，潞西境内延续自元明时期的土司制度结束。

#### 政治运动

1968年的芒市卫星影像，图中可见芒市城区（右上）、机场（左下）以及风平、法帕等乡镇。右下角的芒究水库是“大跃进”时期大兴水利的产物。

1957年8月，潞西开始“反右运动”，划出“右派分子”33人，送往国营农场劳改。同时开展“反地方民族主义运动”，划出“地方民族主义分子”一人，与省内其他“地方民族主义分子”集中到昆明黑林铺“整风”，表示要向民族上层“最后摊牌”，使共产党与民族上层关系一度紧张。1979年，潞西县被迫害的34名干部获得平反。
1956年4月，潞西开始“大跃进运动”，提出粮食五年亩产一千公斤、地方工业一年赶上农业总产值（增长35倍）的目标。1958年春，开始大放高产卫星；10月开始“大炼钢铁”，炼出4.3吨粗铜和42吨铁，质量低劣，大部分无法使用，炼钢铁过程中因烧炭破坏的山林植被面积数以万亩计。同时“人民公社化运动”开始，10月全县区镇改为公社。“大跃进”和“人民公社化”导致边疆极度不稳定，大量边民外逃。1958至1960年间，全县出境20,054人，运动结束后有15,355人陆续回国。“大跃进”期间，潞西境内修建了许多水利工程，最大的有中型芒究水库，改善了农田灌溉条件。1959年初开始调整生产关系，又因8月进行的“反右倾运动”，“大跃进”继续发展。1961年中共八届九中全会提出“调整、巩固、充实、提高”的八字方针后，农业工业逐渐得到恢复。
1966年6月，“文化大革命”开始，教育系统8%的教职工被划为“反坏分子”；9月，红卫兵开始“破四旧”，大量佛寺被毁，强迫和尚还俗，禁止傣族妇女穿筒裙。1967年3月进入军事管制时期，1968年12月，原县委、县人委、政法系统干部职工被“一锅端”，下放五七干校，全县批斗、审查3,271人，迫害死亡219人，致伤残590人，抄家1,800多户，制造冤假错案304起，株连上万人。1976年江青反革命集团覆灭，“文革”动乱结束，冤假错案得到平反。

#### 改革开放
1978年十一届三中全会后，中国开始改革开放。1980年建成芒市华侨糖厂、遮放糖厂，1983年建成芒市华侨茶厂，蔗糖和茶叶成为潞西两大支柱产业。1982年10月，潞西县内实行家庭联产承包责任制“两包到户”的生产队已达到95%。同年芒市坝的杂交水稻样板田亩产超过400公斤，打破新中国成立后延续32年的200公斤记录。1984年12月，了解到中国的新形势后，出走缅甸的末代芒市土司方御龙归国。

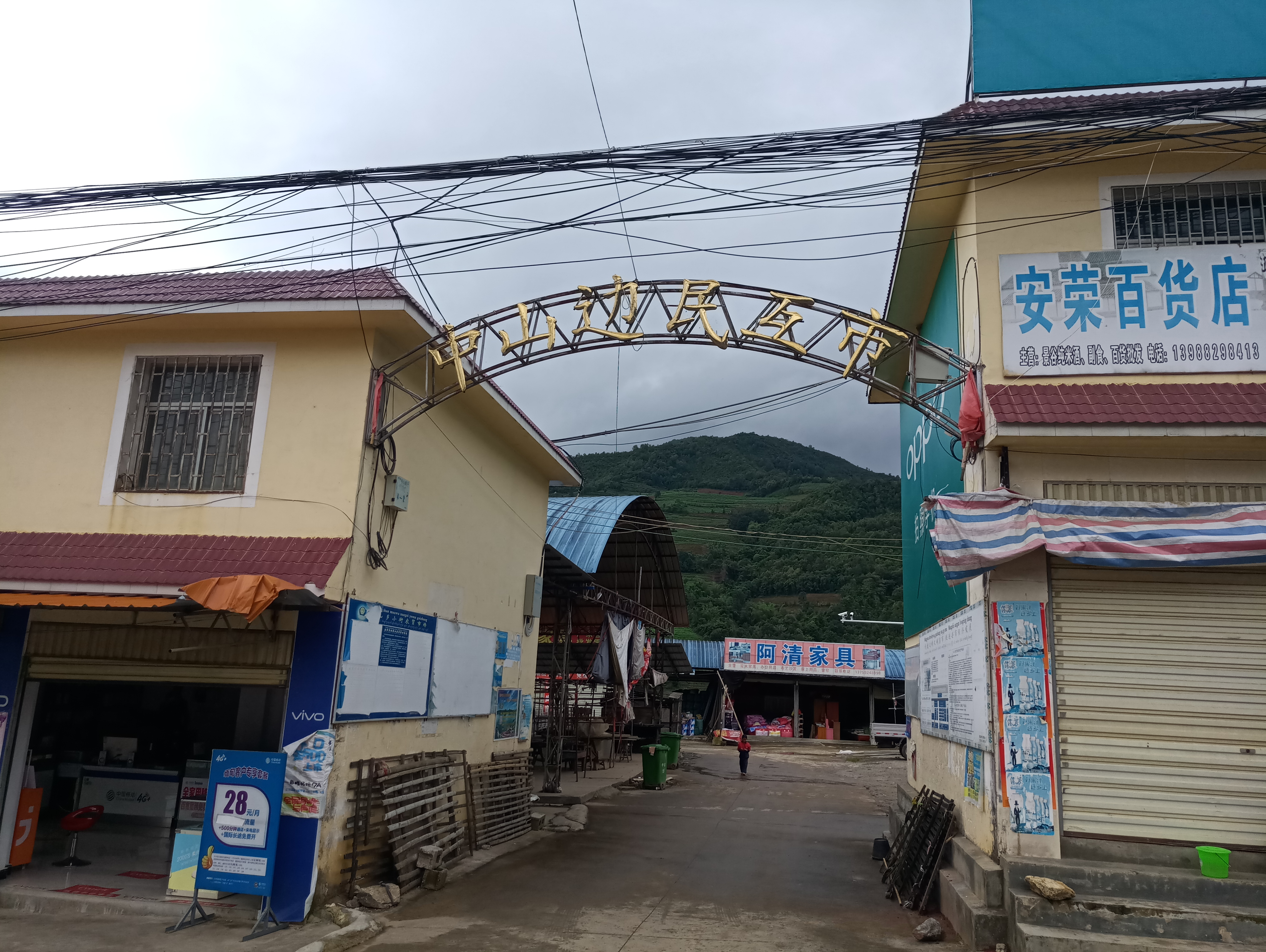
中山乡小街的边民互市点

1980年，云南省人民政府规定，外国边民可在中国境内距离边境线20公里的集市购买或出售商品，单次交易上限额度为20元人民币，潞西境内指定了小街、芒海等13个互市交易点。1985年初胡耀邦视察德宏后，2月，中共德宏州委、州政府决定将全州开放为边境贸易区，潞西县内边防检查站全部取消，国外边民可以在县内任一商店消费，交易限额上调至100元人民币，实际执行则远超该数值。经国务院批准，潞西县于1990年7月9日起对外开放，成为当时中国为数不多的对外国人开放地区。1992年7月12日，德宏州委、州政府发布《关于进一步扩大开放的决定》，制定了多项利于对外贸易、外企投资的政策，涉及金融、财税等领域，潞西县的边境贸易进入前所未有的兴盛时期。1996年成立潞西市进出口公司，1999年出口总值达到19,008万元，创汇1,586.2万美元。到2007年，潞西市实现外贸进出口总额65,256万元，比1985年的579万元增长112倍。2012年7月，国务院正式批准瑞丽国家重点开发开放试验区的建设，芒市是试验区“一核两翼”中的“东翼”。
1996年10月28日，国务院批准潞西撤县设市，县级潞西市成立，2010年7月12日批准更名为芒市。

#### 脱贫攻坚
2011年12月1日，中共中央、国务院印发《中国农村扶贫开发纲要（2011－2020年）》，芒市被列入滇西边境山区集中连片特困地区国家级贫困县名单。2014年底，芒市有1个贫困乡（五岔路乡）和12个贫困村，共有建档立卡贫困户3,871户13,864人，贫困发生率4.33%。在实行精准扶贫后，2017年芒市贫困发生率下降至2.18%，云南省人民政府宣布芒市实现脱贫摘帽。为了实现“两个一百年”目标，中国东部地区对口支援西部地区，上海市青浦区与芒市签订携手奔小康协议，由上海市青浦区为芒市提供一定程度上的项目安排、人才支持、社会事业帮扶和劳务协作。

## 地理

### 位置面积
芒市位于云南省西部，德宏傣族景颇族自治州东南部。东与保山市龙陵县接壤，西南与瑞丽市毗连，西部和西北部与陇川县、梁河县隔龙江相望，南部与缅甸为邻，拥有68.23千米的国境线。芒市位于东经98°01′—98°44′，北纬24°05′—24°39′，东西最长71千米，南北宽约62千米。城区路距昆明市中心623千米、瑞丽市中心101千米、陇川县城116千米、梁河县城113千米、龙陵县城30.6千米。
国土二调芒市总面积为2,900.91平方千米，《中华人民共和国行政区划简册》录入的面积为2,987平方千米（由1982年潞西县土地资源普查统计得出，合448万亩），另有数据为2892.27平方千米。

### 地形地貌

芒市地形图

芒市的地形特点是“八分山，二分坝，三山两坝一条河”。芒市的坝子（盆地）面积有442平方千米，为山间河谷沖積平原地貌，占陆地面积的14.8%；山丘台地面积932平方千米，为湖积台地低丘地貌，占陆地面积的31.2%；中山山地面积1,613平方千米，为中山中切割地貌，占陆地面积的54%。全市最高点箐口山海拔2,889.1米，最低点为南部曼辛河汇入怒江的河口处，海拔528米，整体地势东北高、西南低。
境内山地属高黎贡山山脉南段的西延部分，在龙陵县分两支进入芒市。东支有桦桃岭、箐口、黑河老坡、亮山、弯旦山、老山等，地势较高；西支有背阴山、打靛河背、老偏坡、梦彪崩、崃愚图等山地；三台山横卧在中部。芒市的坝子主要有149.6平方千米的芒市坝、78.8平方千米的遮放坝、27.3平方千米的轩岗坝、3.5平方千米的芒海坝等。

### 地质
芒市位于青藏滇缅印尼歹字型构造西支中段、三江经向构造带中南段、南岭纬向构造带西延部分的交汇处，是滇藏地槽褶皱系横断山地槽褶皱带的一部分。芒市境内主要有两条大断裂带：泸水-瑞丽大断裂，从象滚塘经三台山过遮放至瑞丽姐勒，属压扭性逆掩断层；畹町大断裂，从中山乡尖山，经落虎山，沿国境线至畹町，属压扭性逆推断层；此外还有多条小断裂带，这些褶皱与断裂均是喜马拉雅构造期内形成的。
芒市出露有寒武纪、志留纪、二叠纪、侏罗纪、第四纪五个地质年代的地层。中山山地主要是花岗岩构造，东部、南部山地有砂岩，西部山地有片麻岩，盆地多是石灰岩和紫色岩构造。土壤分布则以砖红壤性红壤为主，占总面积的58.1%，海拔960米以下的坝区均是砖红壤，杂有水稻土、沼泽土、冲击土分布，坝区土层较厚；山丘台地932平方千米主要也是砖红壤；中山山地分布有红壤、黄壤、棕壤、石灰岩土、紫色土等。

### 水系

芒市河

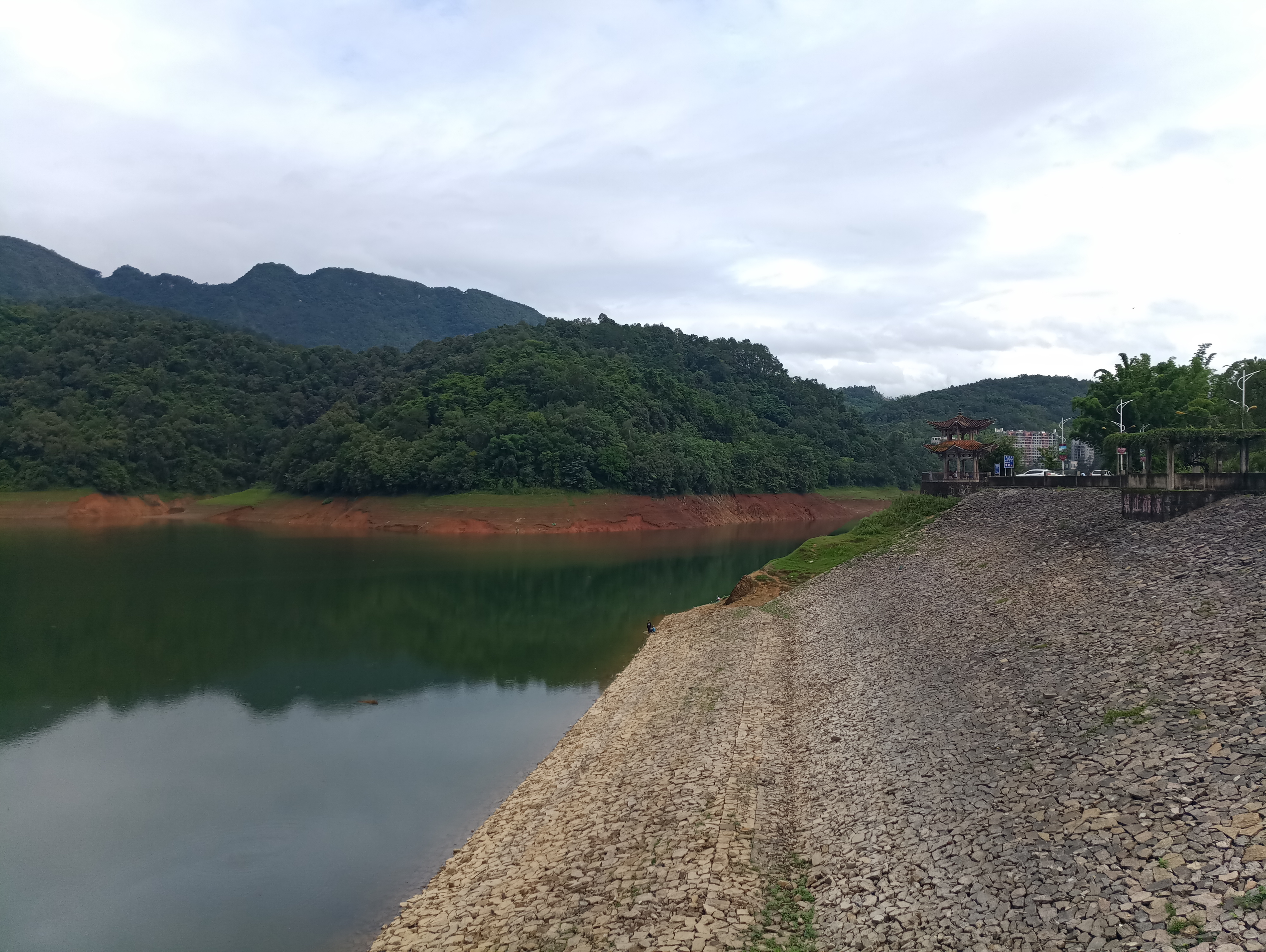
芒究水库

芒市分属伊洛瓦底江流域和怒江流域，境内有河流229条，年均净流量31.8亿立方米（不含界河龙川江与怒江），大部分地区为伊洛瓦底江流域，面积占到80.5%。伊洛瓦底江水系的河流主要有龙川江，从龙陵县进入芒市，成为芒市与梁河县、陇川县的界河，经过遮放坝黑山门峡谷进入瑞丽市，改称瑞丽江，市内流程81千米。芒市河是龙川江支流，发源于龙陵县，经过芒市坝、三台山，在遮放坝汇入龙川江，市内流程90千米，流域面积占全市的61.3%，年均径流15.23亿立方米，占全市的65.9%。怒江干流由中山乡尖山寨东北处进入芒市，成为芒市与缅甸的界河，在中山乡小街丫口汇合曼辛河处出境，市内流程13.7千米。芒市28条较大的河流（不含龙川江与怒江），水能理论蕴藏量57.4万千瓦，伊洛瓦底江水系最多，共39.33万千瓦，怒江水系18.08万千瓦，其中可开发的水能约24万千瓦。
芒市境内无天然湖泊，有水库26座，包括中型水库3座（芒究水库、清塘河水库、芒里水电站水库）、小（一）型水库8座、小（二）型水库15座。另外，大（一）型龙江水电站的坝址位于芒市遮放龙川江的干流上，大（二）型弄另水电站坝址位于芒市江东乡与梁河县勐养镇交界的龙川江干流上。芒市水库总库容13.29亿立方米（含龙江电站水库）。
地下水方面，芒市空隙水、裂隙水和岩溶水较丰富，年均径流量8.69亿立方米，芒市和遮放坝区的含水层厚度20~200米，水位埋深0.3~9.8米。芒市位于腾冲火山区的南部，出露温泉较多，水温25℃以上、流量大于每秒1升的有14处，已开发的有法帕温泉、坝竹河温泉、遮放瑶池温泉等。

### 气候
芒市属于南亚热带季风气候，夏长冬短，热量丰富，年温差小，日温差大，干湿分明，日照时长，雨量充沛。由于地处高原，地貌高差大，立体气候显著，芒市城区、遮放镇、芒海镇等坝区年均温19.5℃，勐戛镇、五岔路乡、中山乡等半山区年均温16.9℃，中山山地年均温12℃。芒市海拔2,000米以上的山地冬季均温仅5℃，有积雪。城区有记录的极端最高温36.9℃（2012年5月26日），极端最低温-0.6℃（1963年1月5日）。城区全年无霜期在300天以上，活动积温7,170℃，年日照2,352.3小时，风向主要为西南风。受印度洋季风影响，芒市年均降雨量1,626.1毫米，最大1,959.8毫米，最小1,309.7毫米，平均湿度79%。
| 芒市气象数据（1981年至2010年） | 芒市气象数据（1981年至2010年） | 芒市气象数据（1981年至2010年） | 芒市气象数据（1981年至2010年） | 芒市气象数据（1981年至2010年） | 芒市气象数据（1981年至2010年） | 芒市气象数据（1981年至2010年） | 芒市气象数据（1981年至2010年） | 芒市气象数据（1981年至2010年） | 芒市气象数据（1981年至2010年） | 芒市气象数据（1981年至2010年） | 芒市气象数据（1981年至2010年） | 芒市气象数据（1981年至2010年） | 芒市气象数据（1981年至2010年） |
| 月份                           | 1月                            | 2月                            | 3月                            | 4月                            | 5月                            | 6月                            | 7月                            | 8月                            | 9月                            | 10月                           | 11月                           | 12月                           | 全年                           |
| ------------------------------ | ------------------------------ | ------------------------------ | ------------------------------ | ------------------------------ | ------------------------------ | ------------------------------ | ------------------------------ | ------------------------------ | ------------------------------ | ------------------------------ | ------------------------------ | ------------------------------ | ------------------------------ |
| 历史最高温 °C（°F）            | 27.0 (80.6)                    | 31.0 (87.8)                    | 33.4 (92.1)                    | 35.2 (95.4)                    | 35.6 (96.1)                    | 34.9 (94.8)                    | 34.4 (93.9)                    | 35.3 (95.5)                    | 35.0 (95.0)                    | 33.4 (92.1)                    | 29.7 (85.5)                    | 27.4 (81.3)                    | 35.6 (96.1)                    |
| 平均高温 °C（°F）              | 22.1 (71.8)                    | 23.9 (75.0)                    | 27.3 (81.1)                    | 29.5 (85.1)                    | 29.5 (85.1)                    | 28.7 (83.7)                    | 28.0 (82.4)                    | 29.0 (84.2)                    | 29.1 (84.4)                    | 27.8 (82.0)                    | 25.0 (77.0)                    | 22.4 (72.3)                    | 26.9 (80.3)                    |
| 日均气温 °C（°F）              | 12.6 (54.7)                    | 14.5 (58.1)                    | 17.9 (64.2)                    | 21.1 (70.0)                    | 23.3 (73.9)                    | 24.2 (75.6)                    | 23.9 (75.0)                    | 24.2 (75.6)                    | 23.5 (74.3)                    | 21.5 (70.7)                    | 17.3 (63.1)                    | 13.7 (56.7)                    | 19.8 (67.7)                    |
| 平均低温 °C（°F）              | 6.1 (43.0)                     | 7.7 (45.9)                     | 10.7 (51.3)                    | 14.7 (58.5)                    | 18.7 (65.7)                    | 21.4 (70.5)                    | 21.5 (70.7)                    | 21.5 (70.7)                    | 20.4 (68.7)                    | 17.8 (64.0)                    | 12.5 (54.5)                    | 8.1 (46.6)                     | 15.1 (59.2)                    |
| 历史最低温 °C（°F）            | −0.2 (31.6)                    | 1.5 (34.7)                     | 3.6 (38.5)                     | 7.5 (45.5)                     | 13.2 (55.8)                    | 16.8 (62.2)                    | 15.9 (60.6)                    | 17.6 (63.7)                    | 14.5 (58.1)                    | 9.3 (48.7)                     | 5.5 (41.9)                     | 1.0 (33.8)                     | −0.2 (31.6)                    |
| 平均降水量 mm（）              | 13.7 (0.54)                    | 26.6 (1.05)                    | 26.9 (1.06)                    | 65.4 (2.57)                    | 154.3 (6.07)                   | 287.5 (11.32)                  | 360.1 (14.18)                  | 317.7 (12.51)                  | 187.0 (7.36)                   | 137.9 (5.43)                   | 49.8 (1.96)                    | 11.8 (0.46)                    | 1,638.7 (64.51)                |
| 平均相對濕度（％）             | 78                             | 72                             | 66                             | 67                             | 75                             | 84                             | 87                             | 86                             | 84                             | 83                             | 82                             | 81                             | 79                             |
| 来源：中国气象局气象数据中心   |                                |                                |                                |                                |                                |                                |                                |                                |                                |                                |                                |                                |                                |

### 资源

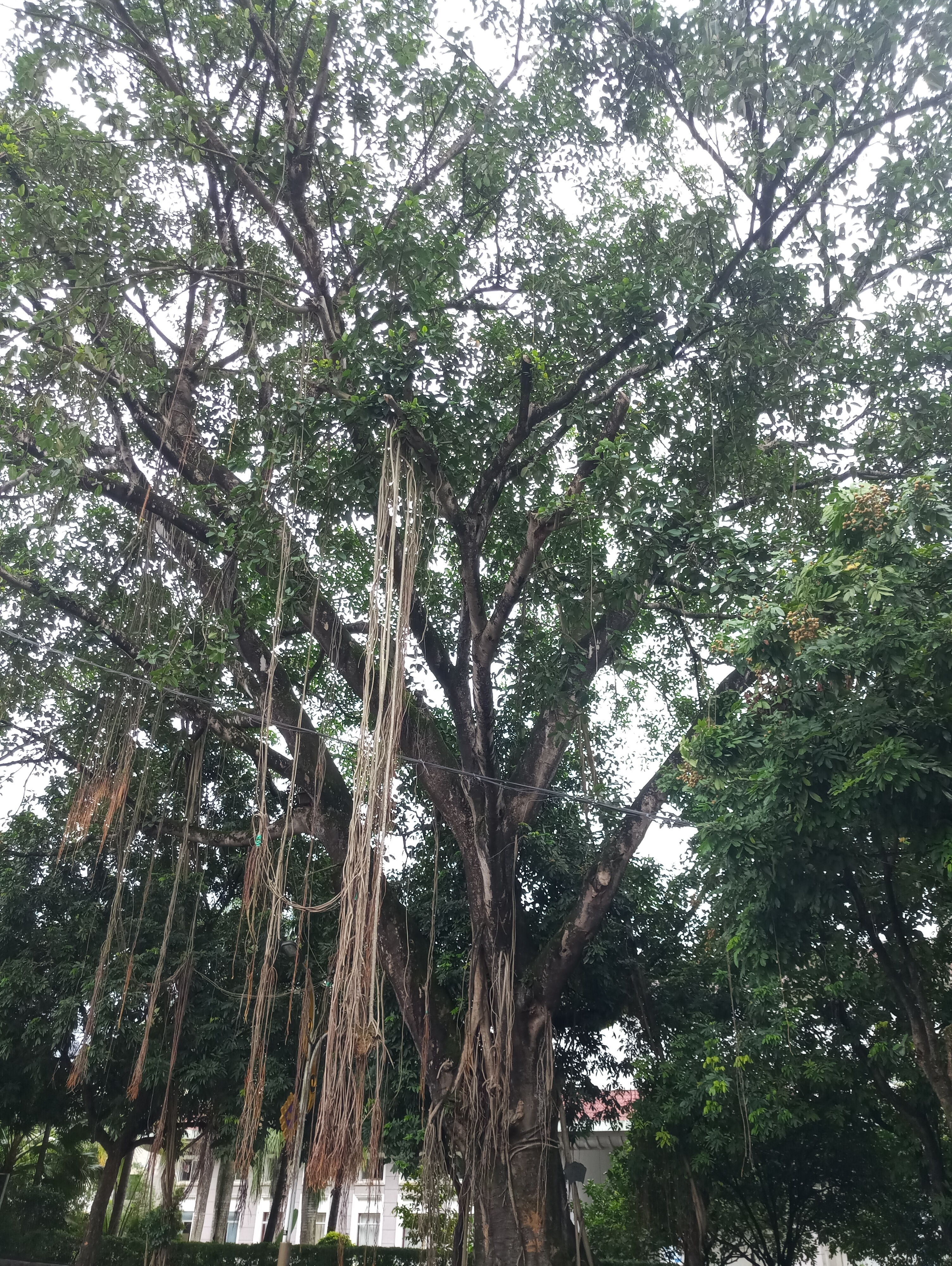
生长在芒市城区班色路上的一棵高山榕

《云南林业区划》中，芒市境内的植被属“季风热带北缘季节雨林，半常绿季雨林地带，滇南、滇西南中山宽谷高榕、麻楝林亚区”，主要位于“盈江、镇康中山宽谷高榕、麻楝林、云南娑罗双林小区”，部分属于“腾冲中山宽谷刺斗石栎、滇木荷林、云南松树林小区”。全市有林地面积323.2万亩，森林覆盖率64.35%，林木蓄积1,523.7万立方米。市内有常绿阔叶林、落叶阔叶林、暖性针叶林、竹林、灌丛、稀树灌木草丛6个植被类型。据1999年高等植物调查统计，芒市共有高等植物257科2,564种，国家一级保护植物4种（南方红豆杉、长蕊木兰等），二级保护植物17种（云南山茶、铁力木等），三级保护植物18种（野波罗蜜、龙血树等）。
历史上芒市境内野兽繁多，解放初期“山山有孔雀，日日孔雀鸣”。随着人口的增加和对自然的开发，许多野生动物灭绝，亚洲象在晚清时绝迹，野牛在20世纪60年代绝迹，1990年代仍有活动的绿孔雀如今也已消失。截至2019年，分布于芒市境内的野生动物共有258科1,643种，国家一级保护动物50种（豹、蜂猴等），二级保护动物172种（猕猴、獐等）。2017年底，芒市发现中国境内最大种群的菲氏叶猴（一级保护动物），猴群距离芒市城区最近仅10千米，其活动范围不属于任何保护区，菲氏叶猴共有4群，总计320只左右。
芒市辖区发现有矿种22种，具有开采价值的有：煤、铁、铜、铅、锌、镍、锑、金、银、石灰岩、白云岩、硅石、黏土、花岗岩、大理石等。芒市是云南六个铅锌矿主要分布区之一，有铅储量27,602吨、锌储量47,310吨。芒市已形成规模开发的矿产有金、煤、水泥用灰岩、硅等。

### 自然灾害
芒市由于地处季风区，降雨集中，雨量充沛，因地势低平，在6、7、8月常发洪涝，犹以遮放坝最为严重。冬季降雨少，春季蒸发量大，导致芒市5月易发旱灾。因气候环境潮湿，芒市病虫害多发，三化螟、稻瘿蚊、稻蝗、粘虫、三点螟、豆荚螟、玉米螟、甘蔗绵蚜、小绿叶蝉、卷叶蛾、茶尺蠖等均爆发过虫害。芒市地处“泸水-腾冲-龙陵地震带”，1955至1986年间发生4.7级以上地震48次，震中位于芒市的有6次。1976年龙陵地震最为严重，1976年5月29日20时和23时先后发生7.3级、7.4级地震（震中位于邻县龙陵），后有余震10,719次，6级以上余震6次，给芒市造成5,508万元的经济损失。由于水土流失，芒市也常发生滑坡和泥石流。

## 政治
| 机构     | · 中国共产党 · 芒市委员会 · 书记 | 芒市人民代表大会 常务委员会 主任 | 芒市人民政府 市长 | · 中国人民政治协商会议 · 芒市委员会 · 主席 |
| -------- | -------------------------------- | -------------------------------- | ----------------- | ------------------------------------------ |
| 姓名     | 谢金翔                           | 岳麻空                           | 郑昭              | 鲁志坚                                     |
| 民族     | 傣族                             | 景颇族                           | 汉族              | 汉族                                       |
| 籍贯     | 云南盈江                         |                                  | 云南镇雄          | 云南腾冲                                   |
| 出生日期 | 1979年4月（46歲）                | 1964年8月（60歲）                | 1977年3月（48歲） | 1969年9月（55歲）                          |
| 就任日期 | 2021年10月                       | 2017年1月                        | 2021年11月        | 2017年1月                                  |

芒市地方政治机构由中共党委、人大、政府、政协四套班子构成。
中国人民解放军进驻潞西后，1950年5月6日成立中国共产党潞西县工作委员会，1956年3月改称“中国共产党潞西县委员会”。文化大革命期间职权被潞西县革命委员会取代，1980年9月县委恢复工作。
1952年3月16日至20日，潞西县首届各族各界人民代表会议在芒市召开，芒市驻军和机关派员26人参会，其余107名代表来自芒市土司、遮放土司、勐板土千总的辖地，会议决定成立潞西县各族各界联合政府和潞西县各族各界协商委员会。1956年3月召开潞西县第一届人民代表大会一次会议，选举出县人民委员会。文化大革命时期，人民代表大会制度中止，1978年12月召开第七届人民代表大会，人代会恢复活动。1980年5月17日召开第八届人民代表大会后选举产生县人大常委会。
1950年3月30日，保山专员公署委任方克胜为潞西县人民政府县长，方未接受委任，出走缅甸。潞西解放后，保山专员公署于5月4日委任杨侃为代县长。5月6日成立“潞西县人民政府”，继续委任方克胜为县长、杨侃为代县长。1952年3月召开潞西县首届各族各界人民代表会议，选举13名委员组成委员会，人民政府改称“潞西县各族各界联合政府”，1953年德宏自治区成立后划归德宏。1956年3月召开潞西县第一届人大一次会议，选举21人组成县人民委员会，联合政府改称人民委员会。文化大革命时期职权被潞西县革命委员会取代，1980年召开潞西县第八届人大一次会议后改为县人民政府。1996年撤县设市后改为市人民政府。
1952年3月潞西县首届各族各界人民代表会议召开后，成立协商委员会，1956年3月正式建立中国人民政治协商会议潞西县委员会。文化大革命时期，政协被污蔑为“牛鬼蛇神大本营”，8名委员遭迫害致死，政协活动停止。1980年5月召开政协潞西县第五届一次全体会议后，恢复县政协。

## 行政区划

### 现行区划
芒市下辖1个街道、5个镇、6个乡（含1个民族乡）、1个农场管委会。
- 街道：勐焕街道
- 镇：芒市镇、遮放镇、勐戛镇、芒海镇、风平镇
- 乡：轩岗乡、江东乡、西山乡、中山乡、五岔路乡、三台山德昂族乡
- 农场：遮放农场

截至2019年末，全市共有23个社区居委会，80个村民委员会，下辖750个自然村、1,006个村民小组。
| 芒市行政区划图                                                                                           | 芒市行政区划图  | 芒市行政区划图 | 芒市行政区划图    | 芒市行政区划图      | 芒市行政区划图 | 芒市行政区划图 | 芒市行政区划图 | 芒市行政区划图 | 芒市行政区划图 | 芒市行政区划图 |
| --- | --------------- | -------------- | ----------------- | ------------------- | -------------- | -------------- | -------------- | -------------- | -------------- | -------------- |
| 勐焕街道 芒市镇 风平镇 勐戛镇 芒海镇 遮放镇 三台山德昂族乡 江东乡 轩岗乡 中山乡 西山乡 五岔路乡 遮放农场 |                 |                |                   |                     |                |                |                |                |                |                |
| 区划代码                                                                                                 | 区划名称        | 汉语拼音       | 面积 （平方公里） | 人口 （2020年普查） | 下辖地区数量   | 下辖地区数量   | 下辖地区数量   | 下辖地区数量   | 政府驻地       | 邮政编码       |
| 区划代码                                                                                                 | 区划名称        | 汉语拼音       | 面积 （平方公里） | 人口 （2020年普查） | 社区           | 村委会         | 自然村         | 村(居)民小组   | 政府驻地       | 邮政编码       |
| 533103001                                                                                                | 勐焕街道        |                | 23.15             | 157,376             | 16             |                |                | 626            | 阔时路19号     | 678400         |
| 533103107                                                                                                | 芒市镇          |                | 349.15            | 53,030              |                | 10             | 134            | 182            | 芒市大街22号   | 678400         |
| 533103108                                                                                                | 风平镇          |                | 394.42            | 84,647              | 1              | 11             | 100            | 192            | 风平村         | 678404 678407  |
| 533103109                                                                                                | 勐戛镇          |                | 356               | 19,735              |                | 9              | 68             | 109            | 勐戛村         | 678405         |
| 533103110                                                                                                | 芒海镇          |                | 105               | 4,924               |                | 3              | 20             | 22             | 芒海村         | 678401         |
| 533103111                                                                                                | 遮放镇          |                | 422               | 43,545              |                | 13             | 120            | 120            | 街道村         | 678411         |
| 533103208                                                                                                | 三台山德昂族乡  |                | 158               | 6,409               |                | 4              | 33             | 36             | 邦外村         | 678409         |
| 533103210                                                                                                | 江东乡          |                | 220.8             | 14,210              |                | 8              | 52             | 108            | 河头村         | 678403         |
| 533103211                                                                                                | 轩岗乡          |                | 163.7             | 23,230              | 1              | 5              | 51             | 66             | 芒广村         | 678402         |
| 533103212                                                                                                | 中山乡          |                | 278               | 7,527               |                | 5              | 49             | 58             | 小街           | 678406         |
| 533103213                                                                                                | 西山乡          |                | 257               | 9,470               |                | 6              | 41             | 50             | 弄丙村         | 678414         |
| 533103214                                                                                                | 五岔路乡        |                | 202               | 10,990              |                | 6              | 52             | 63             | 五岔路村       | 678408         |
| 533103400                                                                                                | 遮放农场        |                | 16.73             | 4,838               | 5              |                |                | 35             | 户拉村         | 678412         |
| [ 184 ] [ 185 ]                                                                                          | [ 184 ] [ 185 ] | [ 186 ]        | [ 187 ]           | [ 188 ]             | [ 189 ]        | [ 189 ]        | [ 189 ]        | [ 189 ]        | [ 190 ]        | [ 190 ]        |

### 区划沿革
| 芒市行政区划图（1988年）                                                                                             |
| --- |
| 芒市镇 遮放镇 勐戛镇 芒海镇 城郊乡 风平乡 法帕乡 轩岗乡 江东乡 五岔路乡 象滚塘乡 东山乡 西山乡 中山乡 三台山德昂族乡 |

历史上，芒市各土司将傣族地区划分为“㽘”，汉族、景颇族地区划分为“练”，下辖村，这一行政区划制度合称“㽘练制”，等同于后世的“乡”。为应付国民政府完成自治事项，民国二十五年（1936年）潞西始设乡镇，与土司制度的㽘、练设置合一，将芒市、遮放、勐板三土司地划为第一、二、三区，共辖有4镇24乡，普通百姓只知㽘练而不知乡镇。1936年设置的乡镇中，名称延续到后世的有双龙镇（芒市镇）、勐戛镇、遮放镇、法帕乡、风平乡、轩岗乡。此后乡镇区划多有变动，潞西和平解放后，行政区划仍然按各土司署上报的乡镇（㽘练）设置。1950至1952年间，芒市三土司分为三个区（芒市区、遮放区、勐板区），共辖有3镇1街20乡。1953年，将芒市区芒市河以西划为轩岗区，以东设置那目区，改勐板区为勐戛区，将1945年设置的畹町镇改设为县辖畹町办事处。1954年，畹町从潞西县分出，设置县级畹町镇；同年，潞西设置江东区，那目区更名为勐社区，轩岗区更名为允茂区。至此，潞西县共辖有5区59乡2镇（芒市镇、遮放镇）。
1956年，潞西县在少数民族聚居的山区设置“生产文化站”，级别等于区一级，拆分原遮放区、勐戛区、允茂区、勐社区的地域设置了东北练、东山、西山、中山、三台山生产文化站，同年裁撤轩岗区与勐社区，设芒市坝区。至此，潞西辖有4区（芒市坝、遮放、江东、勐戛）5生产文化站，61个乡镇。1957年，城关区从芒市坝区划出，1958年废除东北练文化站，划归城关区。1958年10月梁河县撤销，芒东区划入潞西。同年开始人民公社化运动，城关区改为红星、金星公社，芒市坝区改为红旗、帕底、团结公社，勐戛区改为边跃、火箭公社，江东区改为跃进、五一公社，芒东区改为红光公社，中山文化站改为先锋公社，遮放区、东山文化站、西山文化站、三台山文化站分别改为同名公社。因政治运动导致大量边民外逃，1959年3月，除红旗公社外其余公社恢复区站建制，同年12月，芒东区划归腾冲县。至1962年，全县共有城关、芒市坝、江东、勐戛、遮放5个区，东山、西山、中山、三台山4个生产文化站。
1963年，芒市坝区更名风平区，红旗公社改为法帕区。1965年，芒市镇从城关区中分离，升格为区级镇，同年10月，轩岗区从风平区中分出。1969年，再次实行人民公社化，芒市镇改为东方红公社，城关区改为献忠公社，风平区改为东风公社，法帕区改为红旗公社，轩岗区改为“五·七”公社，遮放区改为前卫公社，勐戛区改为红心公社，江东区改为卫东公社，东山文化站改为忠东公社，西山文化站改为向阳公社，中山文化站改为胜利公社，三台山文化站改为朝阳公社。1971年各公社恢复原名，同年成立五岔路人民公社，1973年成立象滚塘公社。1984年废人民公社体制，各公社改为镇和区，原生产文化站统一称区，城关区改名为城郊区，其余各区专名不变。1987年12月，根据云南省区乡改革精神，潞西各区改为乡镇，原区下辖的乡改为行政村，三台山改为民族乡，东山区芒海镇升格为县辖镇。至1988年，潞西县辖有4镇11乡：芒市镇、遮放镇、勐戛镇、芒海镇、城郊乡、风平乡、法帕乡、轩岗乡、江东乡、五岔路乡、象滚塘乡、东山乡、西山乡、中山乡、三台山德昂族乡。
1998年，城郊乡改设城郊镇，法帕乡改设法帕镇，风平乡改设风平镇。2005年，城郊镇、象滚塘乡并入芒市镇，法帕镇并入风平镇，东山乡并入遮放镇。2008年，勐焕街道从芒市镇划出。
1988年，芒市华侨农场由云南省侨办移交潞西县政府管理，2009年4月20日，芒市华侨农场的3个分场（城西、遮相、帕底）分别并入勐焕街道、轩岗乡、风平镇，改为社区（村）居委会。2010年12月，国营遮放农场由农垦系统移交芒市人民政府管理，改称遮放农场。遮放农场行政上受芒市人民政府管理，企业经营上受云南农垦集团德宏分公司管理。

## 经济
2019年统计，芒市国内生产总值（GDP）为1,561,941万元，第一、二、三产业的产值分别为295,572万元、287,075万元、979,294万元，三次产业结构比为18.9 : 18.4 : 62.7。人均生产总值36,674元，低于云南省平均值（47,944元），城镇常住居民人均可支配收入30,689元，农村常住居民人均可支配收入12,438元。全市有单位职工3.69万人，职工年平均工资9.00万元，城镇失业率3.64%。2019年固定资产投资86.25亿元。全年地方一般公共预算收入7.02亿元，人均1,648元；地方一般公共预算支出32.64亿元，人均7,664元。

### 第一产业

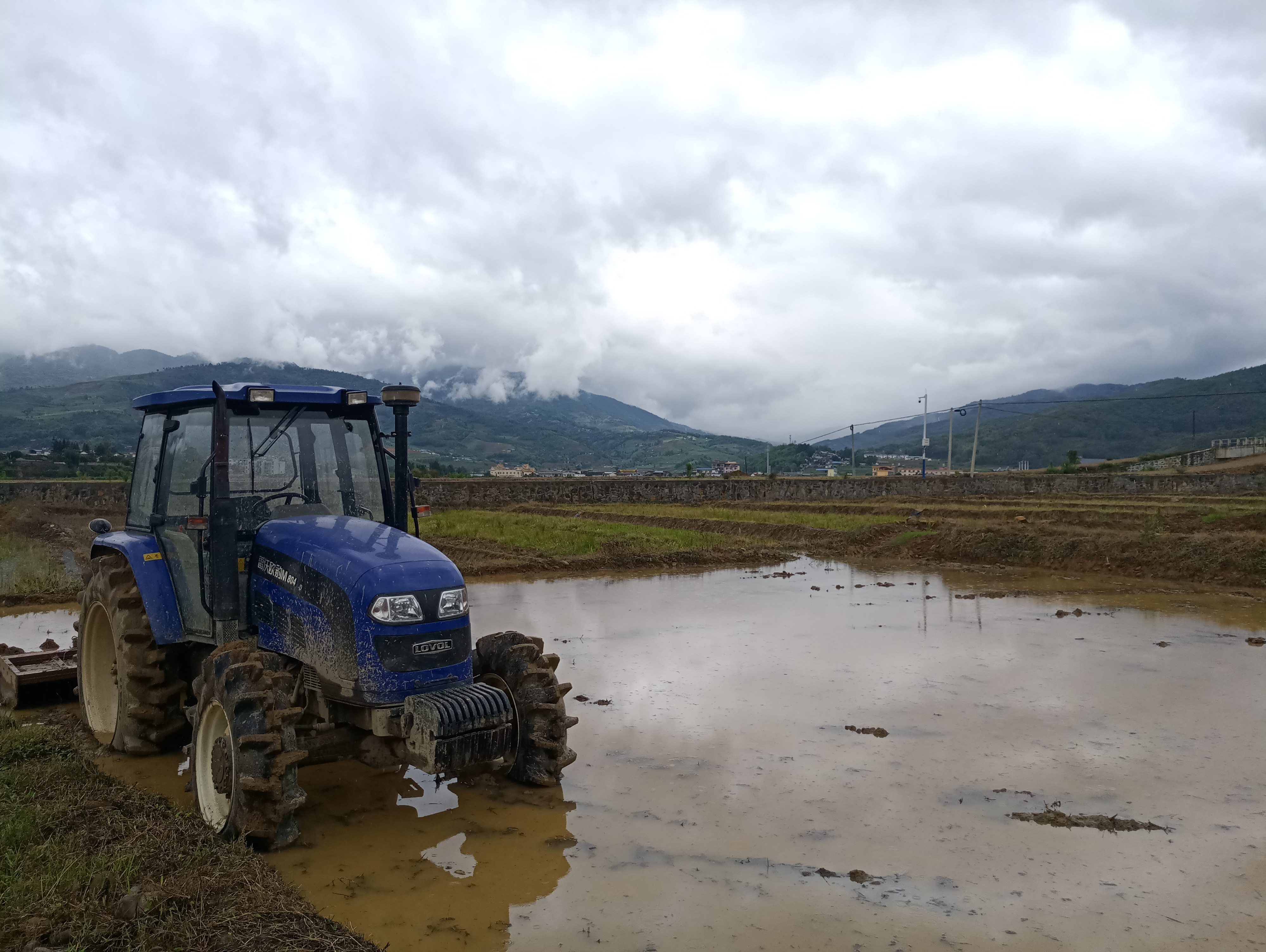
芒海镇的水田

芒市是一个农业市，第一产业占比18.9%，高于同期云南省（13.1%）和中国（7.11%）的平均水平。芒市是国家级商品粮基地县和国家级农产品主产区，截至2019年，芒市有乡村人口32.51万人，乡村从业人员19.71万人，粮食播种面积3.67万公顷，产量21.95万吨。芒市境内原有两个国营农场，国营遮放农场在2010年由农垦系统移交芒市人民政府管理，改称芒市遮放农场，现为政企合一的国有企业；芒市华侨农场于2003年成立芒市华侨集团，2009年农场被撤销。
稻米在芒市的农业中占有重要地位，滇西地区有“下关风，龙陵雨，芒市谷子，遮放米”的谚语，2016年产稻谷12.32万吨。遮放贡米是芒市最为出名的稻米，明末1623年被指定为贡米，1956年被国务院定为接待外宾国宴专用米。遮放贡米的“毫木细”、“毫秕”等品种植株超过2米，亩产仅160公斤，以色泽白润、口感上乘著称。小粒咖啡于1950年代开始在芒市境内推广种植，至今已成为芒市农业的重要组成部分，2018年共种植咖啡5,800公顷。2019年统计，芒市境内有茶园135,224亩，面积在云南省排名前十，涉茶人员7.53万人，产量9,668.8吨，实现农业产值1.402亿元，产量规模1,000吨以上的茶叶企业7家，年均出口总量超5,000吨，占云南省出口总量的50%以上。其他农产还有澳洲坚果、石斛、核桃、烟草、橡胶等。遮放贡米和芒市石斛被中华人民共和国农业部批准为“农产品地理标志”。
|                    | 粮食  | 稻谷  | 小麦 | 玉米 | 豆类 | 蚕豆 | 薯类 | 油料 | 花生 | 油菜籽 | 甘蔗  | 烤烟 | 茶叶 | 水果 | 橡胶 |
| ------------------ | ----- | ----- | ---- | ---- | ---- | ---- | ---- | ---- | ---- | ------ | ----- | ---- | ---- | ---- | ---- |
| 种植面积（万公顷） | 3.67  | 1.66  | 0.03 | 1.48 | 0.18 | 0.05 | 0.31 | 0.05 |      |        | 0.8   | 0.4  | 0.9  |      | 0.5  |
| 产量（万吨）       | 21.95 | 12.32 | 0.06 | 7.47 | 0.29 | 0.07 | 1.80 | 0.08 | 0.04 | 0.03   | 55.65 | 0.66 | 0.97 | 9.55 | 0.1  |

| 猪   | 猪    | 猪     | 牛   | 牛   | 牛     | 羊   | 羊   | 羊     | 家禽  | 家禽   | 家禽   | 禽蛋 | 奶类 | 牛奶 | 蜂蜜（吨） | 水产品 |
| 存栏 | 出栏  | 肉产量 | 存栏 | 出栏 | 肉产量 | 存栏 | 出栏 | 肉产量 | 存栏  | 出栏   | 肉产量 | 禽蛋 | 奶类 | 牛奶 | 蜂蜜（吨） | 水产品 |
| 9.92 | 12.52 | 1.19   | 4.84 | 4.39 | 0.48   | 2.77 | 2.27 | 0.05   | 85.74 | 166.08 | 0.24   | 0.09 | 0.02 | 0.02 | 98         | 1.29   |

### 第二产业

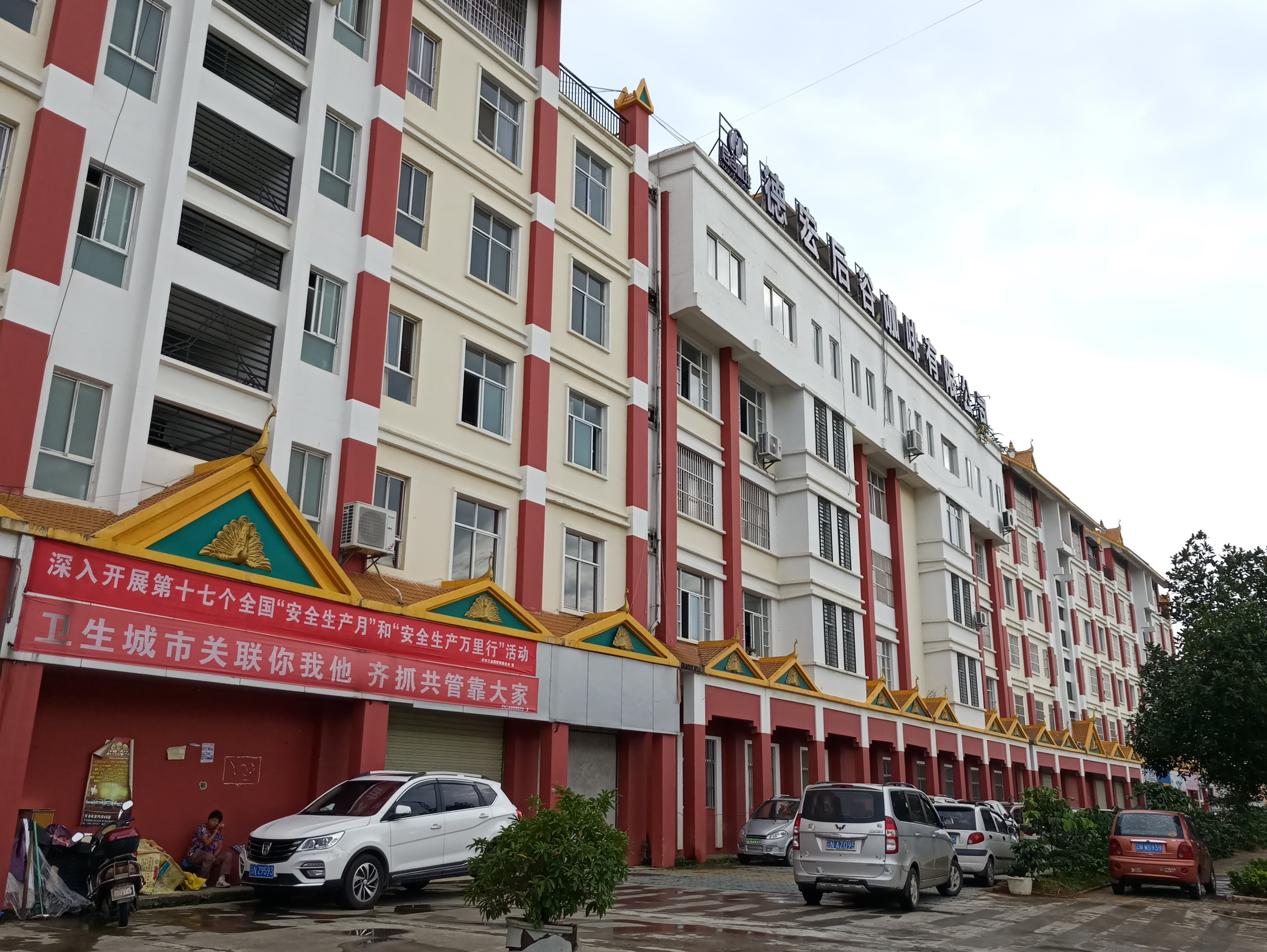
后谷咖啡在芒市机场大道的总部

芒市形成了电力、建材、硅业和农产品加工四大工业产业，农产品加工以制糖、制茶、贡米、咖啡为主。2004年，芒市工业园建立，共有帕底、遮放、龙江三个片区。2019年，全市有规模以上工业企业30家，实现工业总产值73亿元。芒市境内的电力工业以水电开发为主，各电站均为私营，2019年发电12.85亿千瓦·时。近年来芒市承接中国中东部地区产业转移，相继有纺织、服装加工厂落地投产。
后谷咖啡是中国最大、亚洲第二大的速溶咖啡生产企业，同时长期为雀巢与麦斯威尔供应咖啡豆，2018年以营业收入57亿元列云南企业100强第37名，外交部长王毅曾说后谷咖啡是“喝过最好的咖啡”。2019年，滇西缅北地区21.4万亩收获的甘蔗共87.22万吨送到芒市加工，出产食糖11.37万吨，主要糖厂有英茂糖业龙江糖厂、轩岗糖厂和康丰糖业中山糖厂。

### 第三产业

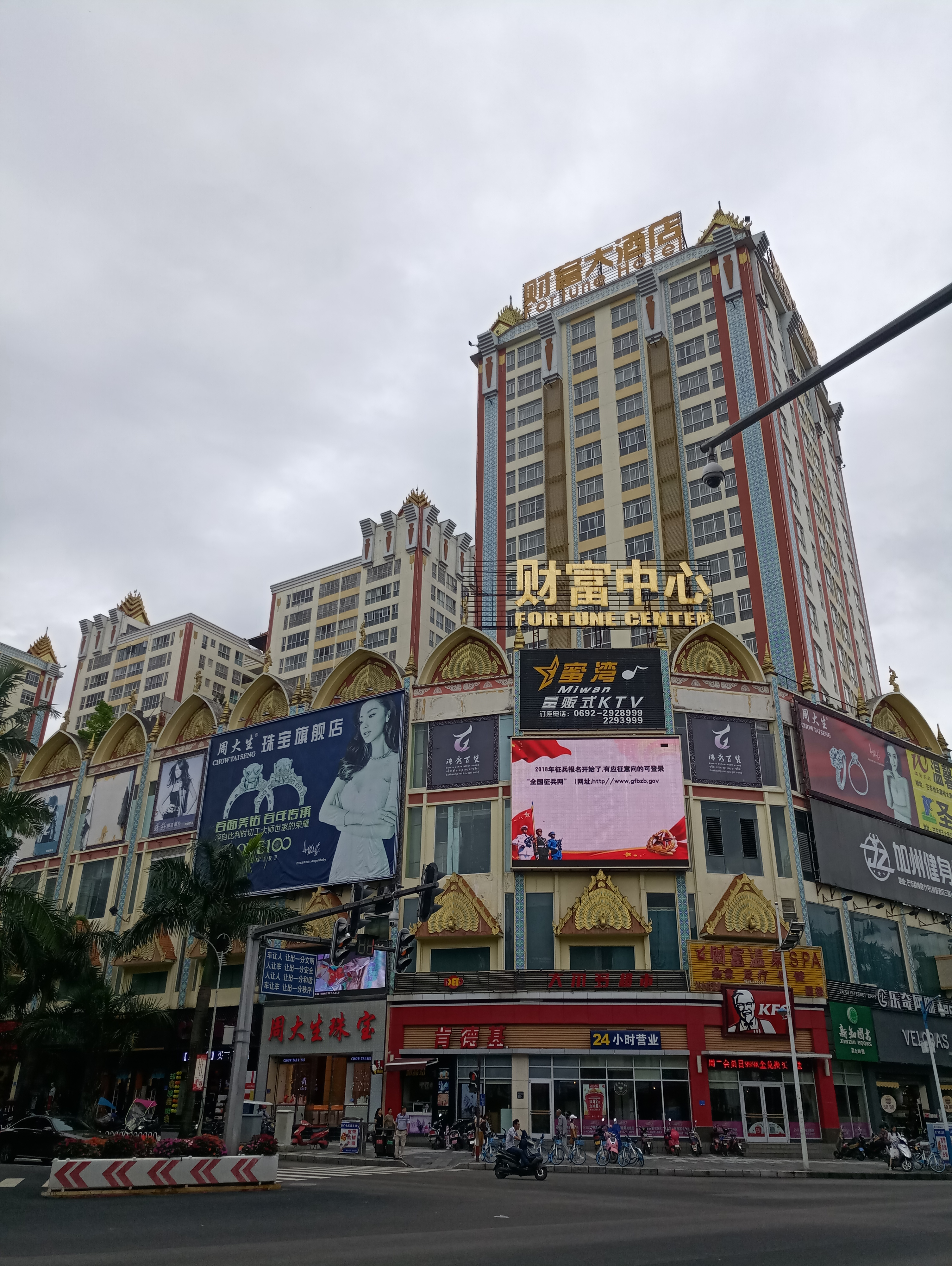
芒市财富中心商厦

2019年，芒市第三产业比重高达62.7%，超过云南省（52.6%）和中国（53.9%）的平均水平。因第二产业发展不足，导致第三产业数据虚高，实际上芒市的第三产业规模小、低于云南和中国的平均水平。2019年，芒市全年社会消费品零售总额113.92亿元。中国银行、中国农业银行、中国工商银行、中国建设银行、中国农业发展银行、中国邮政储蓄银行、富滇银行、云南省农村信用社八家银行开设分行，芒市成立了德宏芒市长江村镇银行、芒市农村商业银行两家本土银行，2019年末全市住户存款年末余额133.88亿元。截至2019年，芒市有星级酒店22家，其中五星级一家、四星级二家、三星级12家，全国旅游星级饭店评定委员会在2011年授予芒市宾馆五星级资格。
改革开放后，芒市的对外贸易从自产自销的边民互市发展到小额贸易和一般贸易，外贸企业不断发展壮大。2019年，芒市有进出口备案企业182户，外贸进出口总额14.35亿元。芒市向缅甸出口的商品主要有机电产品、农机配件、纺织品、五金建材、日用百货等工业制成品，自缅进口木材、矿产、海产、橡胶、农副产品等工业原材料和农产品。咖啡、茶叶、金属硅等自主产品则向欧美、泰国、马来西亚、韩国、日本等地出口。

## 人口

### 统计
| 历史人口 | 历史人口 |
| 年份     | 总人口   |
| -------- | -------- |
| 1919     | 49,105   |
| 1932     | 39,618   |
| 1947     | 50,832   |
| 1953     | 109,718  |
| 1964     | 152,763  |
| 1982     | 244,411  |
| 1990     | 292,183  |
| 2000     | 337,406  |
| 2010     | 389,891  |
| 2020     | 439,931  |
| 参考：   |          |

清代以前，芒市人口稀少，因是“瘴疠地区”，历史上形成高出生、高死亡、低增长的人口状况。二十世纪上半叶，潞西全县约有五万人，中华人民共和国成立后，随着经济和医疗卫生的发展，芒市人口逐渐增长，到1990年已增加到近三十万人。1964年的人口自然增长率达到28.37‰，为历史峰值，1974年潞西开始推行计划生育，人口出生率逐渐下降。大跃进、人民公社化、文化大革命等政治运动曾使得芒市地区人口大量外流，1958至1960年间共出走20,054人，文革十年动乱期间出境5,100多人。2020年第七次全国人口普查结果，芒市总人口（常住人口）共有136,167户、439,931人，城镇人口216,426人（占49.20%），乡村人口223,505人（占50.80%）。2019年数据，芒市有常住人口428,147人，公安户籍总户数113,742户、405,581人，其中城镇户籍人口133,841人，乡村户籍人口271,740人。
2020年人口普查中，芒市共有男性225,093人、女性214,838人，性别比为104.77。60岁以上人口共61,219人，占总人口的13.92%；65岁及以上的老龄人口共39,733人，占总人口的8.62%。按国际通行的标准界定，芒市已进入老龄化社会。芒市拥有大学专科及以上学历人口61,212人，占15岁以上人口的17.47%。

### 民族
德昂族是芒市境内最早的世居民族，研究认为唐朝《云南志》记载的“茫施”是对德昂族先民的称呼。傣族、汉族、景颇族均是迁移进入芒市地区的民族，现在芒市境内最多的民族是汉族，其次为傣族、景颇族，原住民德昂族人口位居第四。
| 民族               | 汉族    | 傣族    | 景颇族 | 德昂族 | 傈僳族 | 白族  | 阿昌族 | 彝族  | 其他民族 |
| ------------------ | ------- | ------- | ------ | ------ | ------ | ----- | ------ | ----- | -------- |
| 人口               | 204,083 | 132,421 | 29,208 | 9,986  | 3,781  | 2,590 | 2,524  | 1,846 | 3,452    |
| 占总人口比例       | 52.34%  | 33.96%  | 7.49%  | 2.56%  | 0.97%  | 0.66% | 0.65%  | 0.47% | 0.89%    |
| 占少数民族人口比例 | ---     | 71.23%  | 15.72% | 5.37%  | 2.03%  | 1.39% | 1.36%  | 0.99% | 1.86%    |

#### 傣族
傣族于何时起世居芒市地区，历史学界尚无统一的定论。部分学者认为汉代史籍记载的滇越、掸国即是傣族建立的国家，但是这两个古国本身具有很大的争议。德宏学者杨永生研究傣文史料《嘿勐咕勐》后提出“达光王国”的新观点，称公元前424年缅北已经出现了傣族建立的国家名为“达光”，德宏位于达光的疆域内，后被民族史学家何平证明为缅甸骠国传说时代的太公王国，并非傣族历史上的古国。根据傣掸民族的传说，傣族抵达瑞丽江一带及缅甸掸邦的时间最早是公元6世纪。其后，中国文献中出现了有关傣族的记载，如樊绰《云南志》记载的“茫蛮”、“金齿”等。傣史学家江应樑认为“茫蛮”是唐代对芒市地区傣族的一个称呼（也有观点为对德昂族的称呼），金齿则是傣族各支系的统称。元明时改称“白夷”，清代称“摆夷”，中华人民共和国成立后定名为傣族。
傣族主要居住在芒市坝和遮放坝，遮放坝西部为“傣德”（他称水傣），其余地区为“傣那”（他称汉傣）。2017年，芒市傣族共有140,772人，占总人口的33.44%。

#### 景颇族
景颇族原居于青藏高原，17世纪末18世纪初自里麻、茶山迁移至德宏境内，此时的景颇族被称为“野人”。由于傣族和汉族势力强大，景颇族作为被统治民族只能居于傣族、汉族统治区域的山头，因此又有“山头人”的称呼。
芒市境内的景颇族以载瓦支系为主，分布在东山、西山、五岔路、三台山、中山、遮放等地，景颇、勒期、浪速、波拉支系在芒市也有少量分布。2017年，芒市景颇族共有30,885人，占总人口的7.34%。

#### 德昂族
德昂族原称“崩龙族”，是芒市的原居民族，历史上人口繁多，现在三台山德昂族乡仍是中国德昂族人口最集中的地方，全国21%的德昂族生活于此。古时，德昂族为“金齿”之一，因元明时期麓川政权的割据，使得怒江以西麓川治下的德昂先民与怒江东部元朝治下的民族产生分化，江东的演变为布朗族，江西的形成现代德昂族。也正因麓川政权对德昂先民的征服，德昂族大量南迁；清末由于傣族土司的压迫，德昂族第二次大规模南迁，芒市境内的德昂族几乎消失，到1952年时仅剩1,854人。
德昂族生活在芒市的三台山、勐戛茶叶箐、城郊芒龙山等地。2017年，芒市德昂族共有10,675人，占总人口的2.54%。

## 文化

### 宗教

#### 原始信仰
佛教传入前，芒市各民族均相信万物有灵，原始信仰是芒市地区早期的宗教组成，傣族、景颇族、德昂族、阿昌族等民族至今仍然保留有原始宗教的残余，自然崇拜、祖先崇拜、图腾崇拜、鬼神崇拜、圣贤崇拜、圣物崇拜都是芒市各民族原始信仰的组成。傣族在傣历7月的马日祭“勐神”，即地方保护神，以黄牛为主要献牲。水稻开始插秧以及收割稻谷后，傣族会祭祀“谷魂”，祈求稻谷丰收。傣族与德昂族在婚丧、喜事、迁居时都会祭“寨神”，即村落的守护神，可以全寨祭祀，也可各家自行祭祀。景颇族相信“万物有鬼”，巫师称“董萨”，宰杀牛、猪祭鬼，随着社会文化的发展，鬼魂迷信已经逐渐减少，至今只会在生病时祭鬼。目瑙纵歌就是历史上山官祭祀家鬼而举行的仪式，现演变为景颇族的民族节日。

#### 上座部佛教

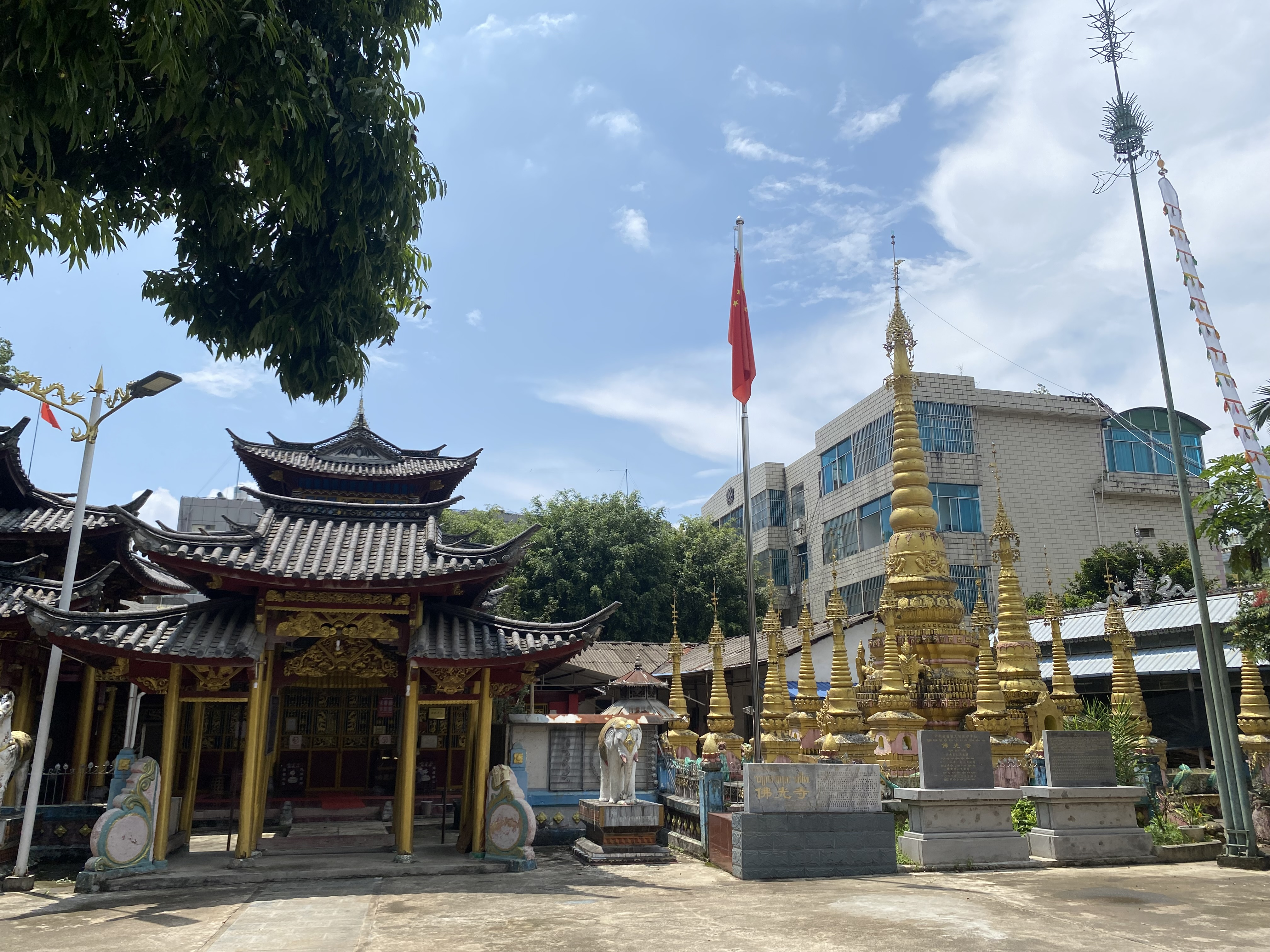
上座部佛教芒市佛光寺

上座部佛教约在15世纪中叶传入芒市，因教义符合政治统治需要的同时又能慰藉民众遭受苦难的心灵，所以迅速在芒市地区传播开。16世纪后芒市的上座部佛教进入鼎盛时期，清初周裕所作《从征缅甸日记》载“崇尚佛教，每至大村寨或土司所居，必有缅寺”。上座部佛教的佛寺在芒市地区称为“奘”，历史最久的润派五云寺（奘喊）建于1665年，摆奘派菩提寺（奘相）建于1681年，其他著名佛寺还有左抵派佛光寺（奘贺兴）、多列派中华寺（奘茂）等，著名佛塔有铁城佛塔（树包塔）、风平佛塔等。大部分古代佛寺、佛塔都在日占芒市时期或文化大革命时期被毁，勐焕大金塔在2007年重建完工，成为亚洲最大的空心佛塔。现在，傣族、德昂族的村寨大多建有奘房，规模小的寨子与邻近大寨共建奘房，不仅举行宗教事务，也是村民娱乐活动的场所。2007年调查，芒市共有上座部佛教寺院202所，上座部佛教信徒135,100人。

#### 其他宗教

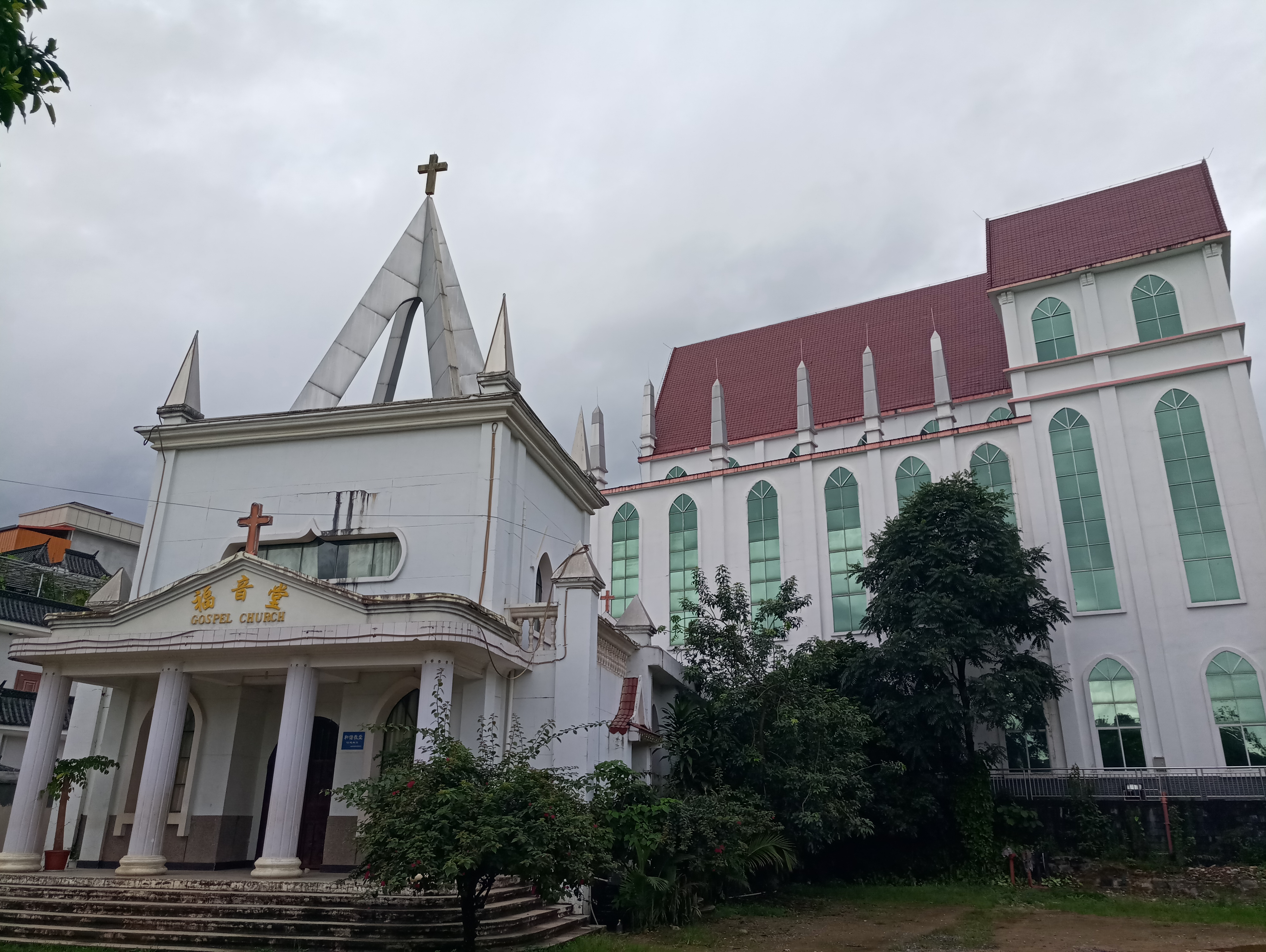
新教芒市福音堂

大乘佛教在1848年传入芒市，建有芒市观音寺、勐戛观音寺、三仙寺等多座佛寺，信众千余人，多为汉族、阿昌族和城镇傣族。新教中国内地会在1894年派遣美籍牧师查尔斯·高曼（Charles Gowman）到中山木城坡传教，此后部分傈僳族、景颇族和汉族皈依新教。1950年中国人民解放军进入芒市后，新教外籍神职人员离境，教徒开展“三自革新”，脱离境外教会。文化大革命时期，芒市的教堂全数拆除，1978年十一届三中全会后，新教恢复活动。截至2018年末，芒市共有新教信众4,400余人，景颇族信徒占71%，傈僳族信徒占22%。此外，芒市的数百回族信仰伊斯兰教，市内建有清真寺一座。勐戛原有一间土地庙，文化大革命时期被毁，芒市境内已无道教活动。

### 语言文字

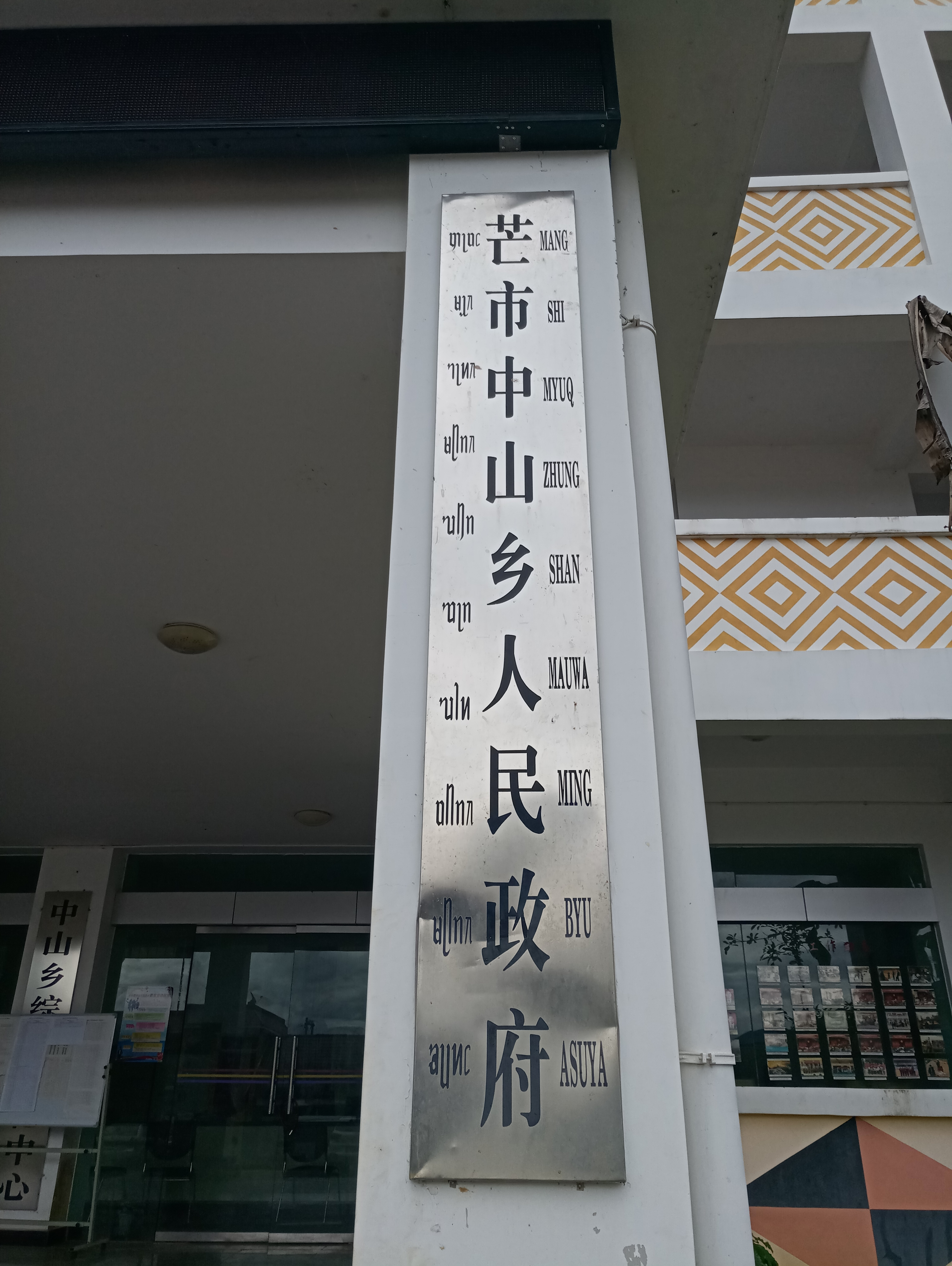
中山乡人民政府的牌匾，使用汉文、傣那文、载瓦文书写

芒市的汉族使用西南官话云南话，《中国语言地图集》将芒市分入西南官话滇西片的保潞小片。芒市的傣族无论“傣那”或“傣德”，均使用傣那语，文字主要使用傣那文。景颇族主要使用载瓦语和景颇语，中华人民共和国成立后，语言工作者创制了拉丁字母书写的载瓦文和景颇文。德昂族使用德昂语，没有本民族文字。由于芒市各民族交错杂居，许多少数民族都兼通邻近民族的语言，比如德昂族中就有许多人通晓傣语，生活在三台山德昂族乡的景颇族也能通晓德昂语。大部分少数民族通晓汉语，甚至普通话，各民族间交流出现困难时，会使用汉语芒市方言。

### 文学
傣族、景颇族、德昂族创造了绚烂的民族文学，傣族《召树屯》、《娥并与桑落》、景颇族《目瑙斋瓦》、德昂族《达古达楞格莱标》都是著名的少数民族诗歌作品。经德宏傣族景颇族自治州申报，《达古达楞格莱标》在2008年被列入第二批国家级非物质文化遗产名录。芒市三台山的民间艺人李腊翁在2009年被列为《达古达楞格莱标》的国家级非遗项目代表性传承人，2017年李腊翁故去后，其徒李腊拽入选第五批国家级非遗传承人，接替李腊翁成为《达古达楞格莱标》的国家级传承人。“达古达楞格莱标”意为“先祖的传说”，为创世神话史诗，全诗长558行，讲述混沌之初至“茶叶始祖”完成创世大业的故事。

### 艺术
芒市山歌调子文化来源已久，婚丧嫁娶、逢年过节，各民族都有对山歌、唱调子的文艺活动。傣族孔雀舞、象脚鼓舞、景颇族目瑙纵歌是芒市地区著名的舞蹈，芒市大湾村艺人朗四成为“傣族象脚鼓舞”国家级非遗项目代表性传承人。傣族剪纸在宗教、丧葬和装饰中应用广泛，2006年被列入第一批国家级非物质文化遗产名录，有傣族“剪纸王”之称的风平镇艺人邵梅罕在2012年被文化部命名为傣族剪纸的国家级代表性传承人。2009年，中国剪纸被联合国教科文组织列入人类非物质文化遗产代表名录，芒市傣族剪纸作为子项目随之入选。

### 节庆活动
泼水节是傣族与德昂族的新年，德昂族的泼水节也叫“浇花节”。泼水节与浇花节都在清明节后的第七天开始，人们盛装打扮，上山采花，到佛寺浴佛，然后互相泼水，表示吉祥祝福。泼水节与浇花节在仪式上都包括采花、请佛、浴佛、泼水、送佛等环节，在上座部佛教的角度看有同样的象征意义，因此外界多将泼水节与浇花节等同视之。德宏州将德昂族浇花节申报为国家级非物质文化遗产，列入2008年公布的第二批国家级非遗名录，王腊生成为德昂族浇花节的代表性传承人。目瑙纵歌节是景颇族最盛大的节日，在每年正月的十五日、十六日举行，“目瑙纵歌”（景颇支系称“目瑙”，载瓦支系称“纵歌”）意即大家一起跳舞，人群在目脑纵歌场踩着同一个鼓点起舞。2012年芒市举行的目瑙纵歌节活动中，18,604人在芒市广场齐跳目瑙纵歌，创下世界纪录。
根据《云南省德宏傣族景颇族自治州自治条例》的规定，泼水节、目瑙纵歌节为德宏州法定节假日，各放假2天，另外7月23日的建州纪念日也有2天假期。

## 社会事业

### 教育
历史上，芒市地区的奘房兼办教育，教授傣文、巴利文，讲解佛教经籍，中华人民共和国成立后，奘房教育逐渐被小学教育取代。清末民初，潞西的汉族聚居区多开设有私塾，各土司也在署内办学堂，聘请汉族知识分子任“教读”，傣族土司子女需要学习汉语、书法等以应酬上层活动。民国四年（1915年）芒遮板行政区成立后，在省政府饬令下潞西有了义务教育，勐戛、象滚塘等汉族聚居区的私塾改建公立小学。为使内地与边疆教育文化均衡发展，民国二十年（1931年）云南省政府开始实施“边地教育”，1932年在芒市设立傣族聚居区的第一所学校——芒市公立两级小学（今芒市第一小学）。1952年，成立潞西第一所中学——潞西民族中学（今德宏州民族第一中学），1958年开设高中班。
截至2019年，芒市共有各类学校170所，其中普通中学21所（含完全中学2所：芒市第一中学、中央民族大学附属中学芒市实验学校）、中等职业学校3所，小学84所，幼儿园60所，其他学校2所；有高中在校生7,185人，初中16,712人，中等职业学校9,187人，小学37,965人，初中入学率91.18%，高中入学率86.26%。由于芒市地处边境，常有外籍生跨境就学，芒海镇九年制学校就有三百多名缅甸勐古的学生。而全市有1,121名外籍学生（不含大专院校），缅甸学生占99.46%，外籍学生也能享受“两免一补”政策，待遇与中国学生相同。
由于芒市是德宏州的州府，大部分州属、省属驻州教育机构位于芒市，包括德宏州民族第一中学、德宏州民族实验中学、大专院校德宏师范高等专科学校和德宏职业学院等。

### 医疗

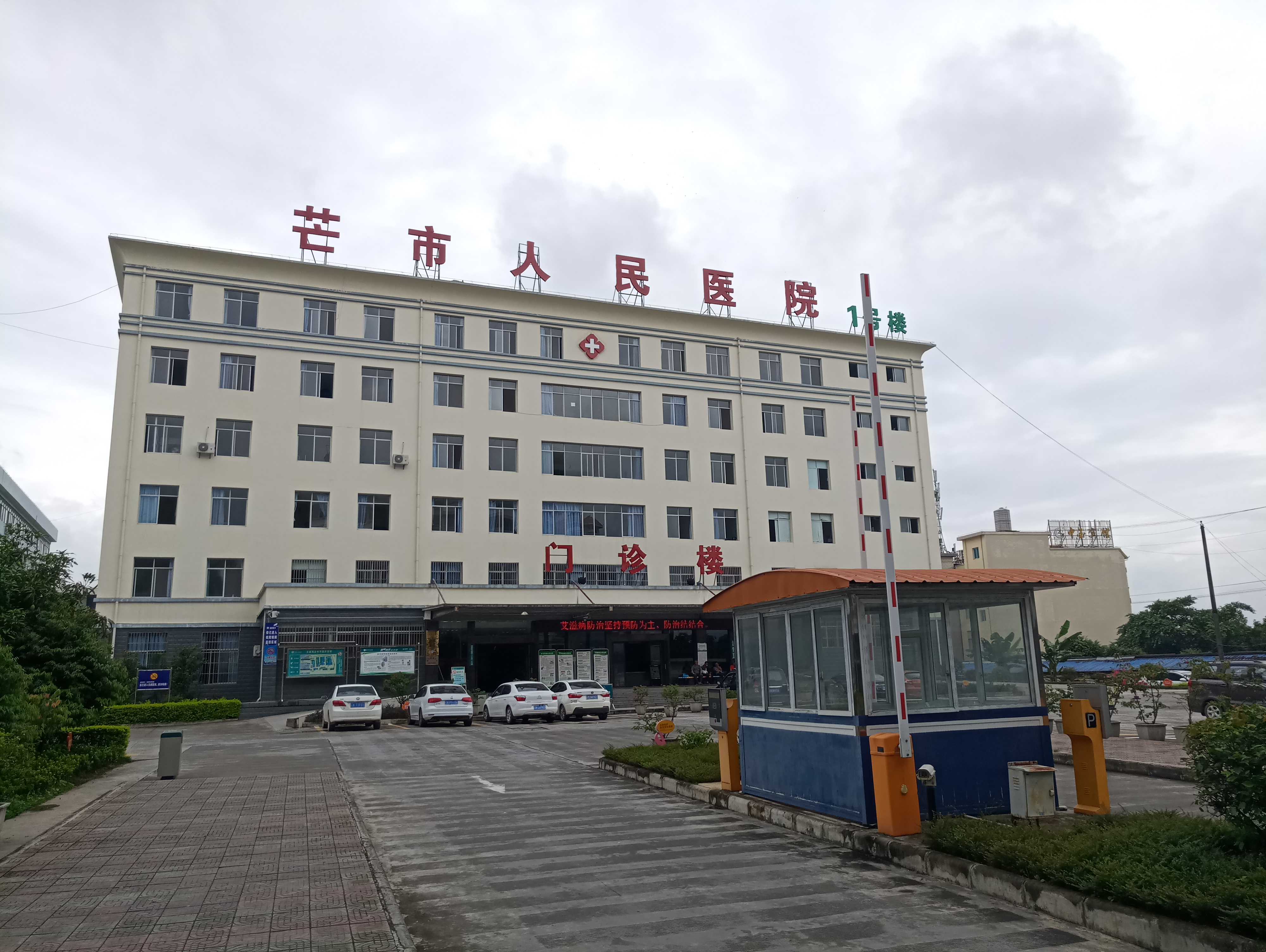
芒市人民医院

芒市第一个医疗机构为1938年国民政府卫生署派驻遮放的医疗防疫25队，为滇缅公路运输人员提供医疗保障，1939年成立西南运输处芒市诊疗所和滇缅公路运输管理局芒市医务所。1941年随着公路运量的增加，改为西南运输遮放医院和卫生署滇缅公路卫生处芒市卫生站，日军入侵后撤回昆明。因芒市属“瘴疠地区”，国民政府在芒市建立了“云南省疟疾研究所”，中美联合在遮放建立了“罗氏基金社遮放疟疾研究所”，芒市沦陷前夕撤回昆明。1945年，潞西设治局与芒市土司共建潞西卫生院，中华人民共和国成立后于1954年易名潞西民族医院，1957年升格为德宏州直属医疗机构，更名德宏州民族医院，1999年改称德宏州人民医院，2018年9月升格为三级甲等医院。1979年，新筹建的潞西县人民医院成立，随着行政区划的更名，现称芒市人民医院。除了德宏州人民医院外，设在芒市的州属医疗机构还有德宏州中医院（州第二人民医院）、德宏州妇幼保健院、德宏州疾病预防控制中心等。截至2019年末，芒市共有卫生机构42个，床位数4,356张，卫生专业技术人员4,547人。

### 媒体
《德宏团结报》是中共德宏州委机关报，于1955年创刊，社址位于芒市。2010年，芒市委、市政府与《春城晚报》联合创办了《春城晚报·新芒市》，每周一、三、五出刊，是德宏州第一份都市生活类报纸。潞西有线广播站在1958年建立，1986年成立芒市广播电台；1992年芒市开通有线电视，1996年成立芒市电视台。2019年，以电视台为主体，芒市将广播电台FM105.1、芒市网等13个媒体平台整合，成立芒市融媒体中心，实行统一策划，统一采集，分类加工，多平台发布，成为云南县级融媒体中心的建设示范点。此外，芒市也是德宏广播电视台的总部驻地，该台旗下共有2条电视频道与3条广播频率，其在部分時段播出芒市所屬區域的地方新聞。

### 公共场馆
芒市文化馆成立于1958年，开展文艺、美术、民间文学等群众文艺活动。1978年，芒市图书馆从文化馆中分出，截至2019年末有藏书144,519册。2006年，为纪念“中缅边民联欢大会”举行50周年，在芒市广场建成中缅友谊馆，馆内有中缅友好历史、中缅边境地区和谐发展的图片展览。2010年，位于三台山德昂族乡的中国德昂族博物馆落成，馆内展示有德昂族的历史文物、生活器物、文化艺术等。
作为德宏州的州府，州文化馆、州图书馆、州博物馆都设在芒市，因设施建筑陈旧，2016年在芒市城西北部新建“三馆”，相继于2020年、2021年投入使用。

## 交通
| 芒市交通图 |
| ---------- |
|            |

### 公路

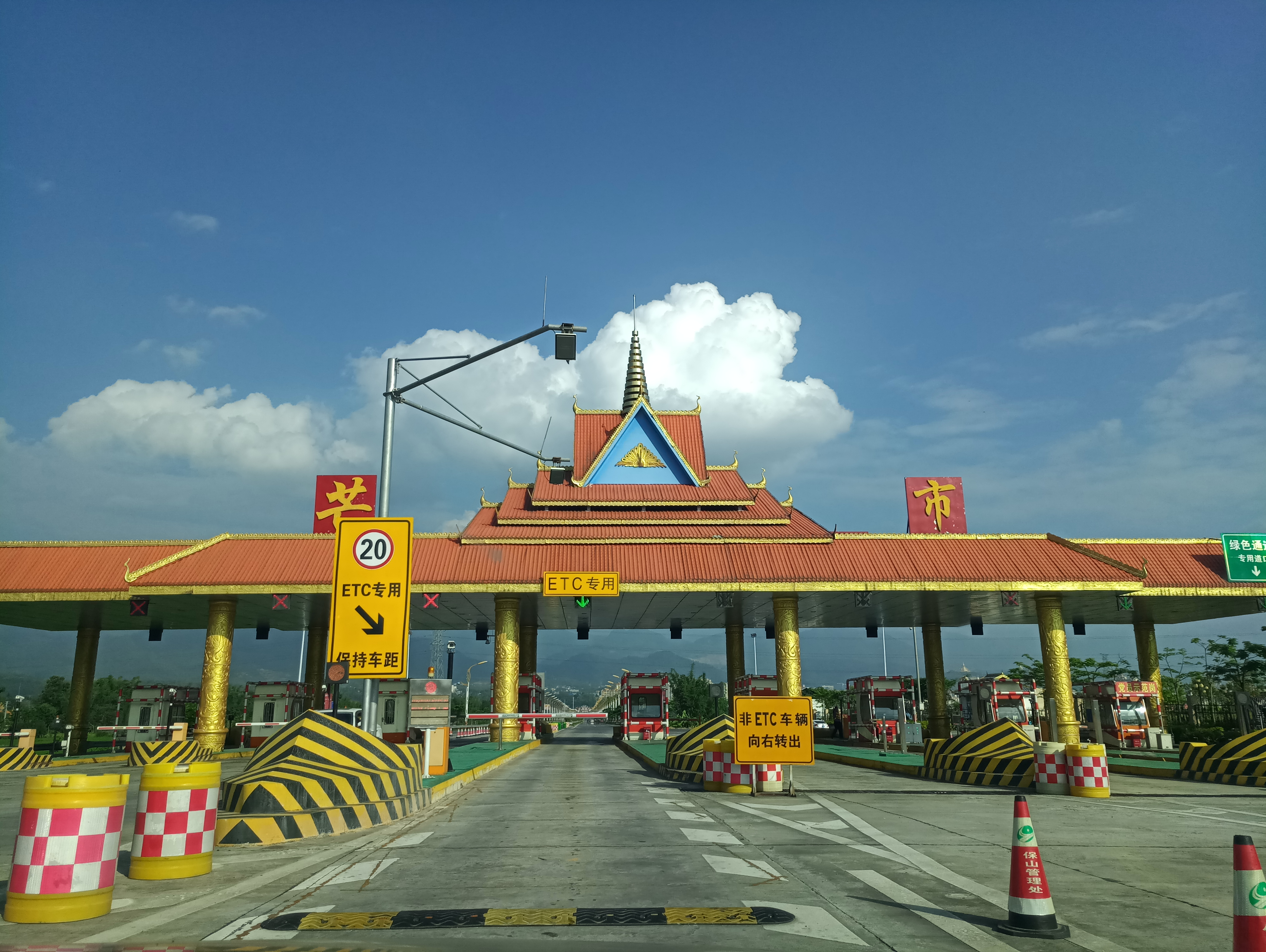
杭瑞高速芒市收费站

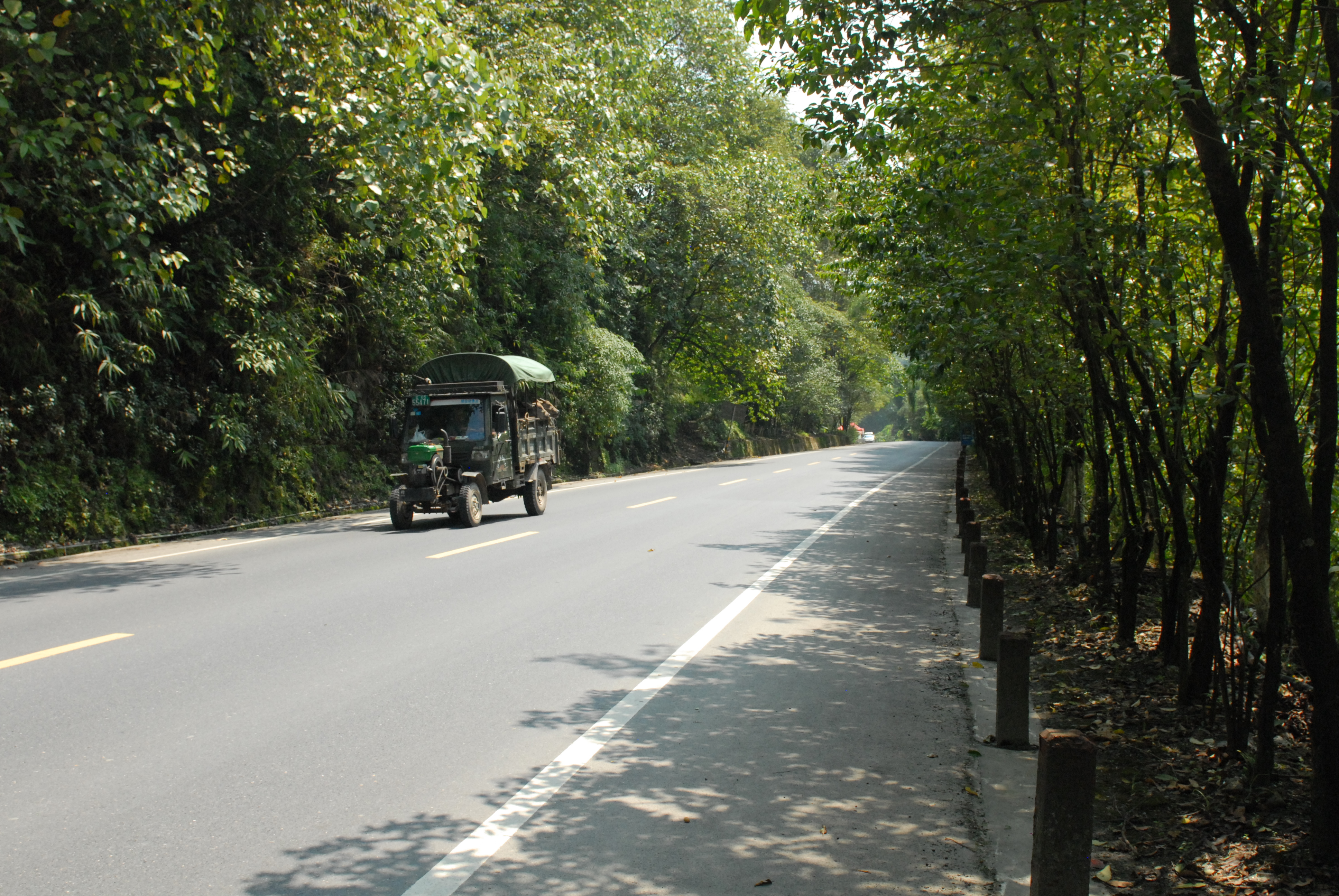
320国道芒市段

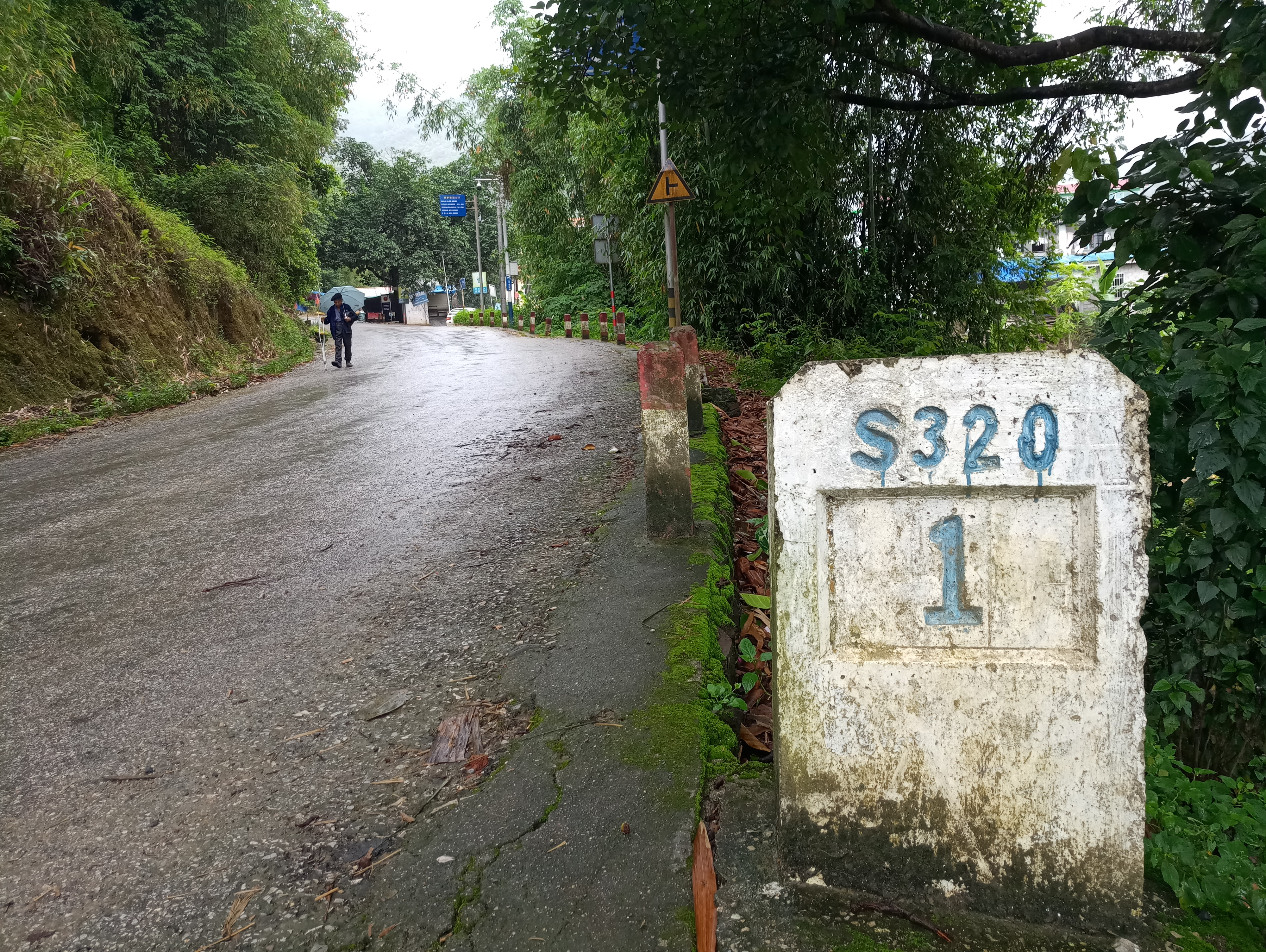
省道遮芒公路1公里路碑，原编号S320，现编号S339

截至2019年末，芒市公路通车里程2,917.746公里，其中高速公路87.3公里，一级公路25.63公里，二级公路144.81公里，三级公路42.123公里，四级公路2,408.269公里，等外公路209.614公里，公路密度每百平方公里97.68公里，所有村寨实现公路全覆盖。

#### 高速公路
2018年5月，龙瑞高速芒市至畹町段通车，同年12月，芒市至龙陵镇安段通车，标志杭瑞高速全线贯通，芒市境内有芒市、风平、遮放、遮相四个高速出入口。2018年12月，省级芒梁高速开工建设，芒市至梁河勐养段于2023年10月试通车。在建高速有云南沿边通道瑞孟高速，连接瑞丽、芒市、镇康、耿马、沧源、西盟、孟连等地，预计于2024年建成:67-69。规划高速有芒市东绕城高速。

#### 国道
芒市土司方克明、遮放土司多建勋常至缅甸拜佛，见到缅甸境内的公路与汽车，于是萌生了在芒市地区修筑车路、引进汽车的想法。二土司合议修建芒市经遮放、畹町到缅甸九谷的公路，聘请印度工程师勘测修筑，1928年遮放通车，1931年芒市通车。芒市至缅甸九谷的公路是滇西地区最早的公路，土司购入的汽车成为滇西汽车运输业的开端。1937年，蒋介石下令修筑大理至滚弄的滇缅公路，龙云复电称芒市土司和缅甸腊戌已有公路，交通部研究后决定滇缅公路改由潞西出境。经拓宽、改直、降低坡纵，芒市段的滇缅公路在1938年8月初开通。滇缅公路是抗日战争中期西南地区的唯一国际通道，为抗战胜利作出重大贡献，中华人民共和国成立后改称昆畹公路潞畹段，1990年成为320国道的一部分。1979年重建芒市南天门段昆畹公路，1983年重建三台山段，1985年建成芒市环城西路（现芒市大街），改变国道直穿城区（团结大街）的状况，1997年改建升格为二级公路。
2022年《国家公路网规划》将芒市边境公路编为678国道，自龙陵县木城入境，经中山、芒海出境，连接瑞丽市畹町。

#### 省道及其他公路
1953年，芒市至勐戛公路修通，1978年修成勐戛区勐稳村至中山的公路，1985年修通至龙陵象达公路，象达－芒市－勐稳－中山的公路在《云南省道网规划修编（2016—2030 年）》中被编为S236省道。芒梁公路自风平至梁河，1999年完工，2012年改建升格为二级公路，现为S332省道。遮陇公路自遮放至陇川拉影，1998年建成，2007年扩建为二级公路，现为S334省道。遮芒公路自遮放至芒海，1968年通车，为四级边防公路，2019年5月起改扩建封闭施工，现为S339省道。
德宏州修建了芒瑞大道连接芒市和瑞丽两个主要城市，为城市II级主干道，一期工程芒市至遮放于2017年12月通车，二期工程改为沿江旅游道路项目，尚未开始建设。

### 公共交通

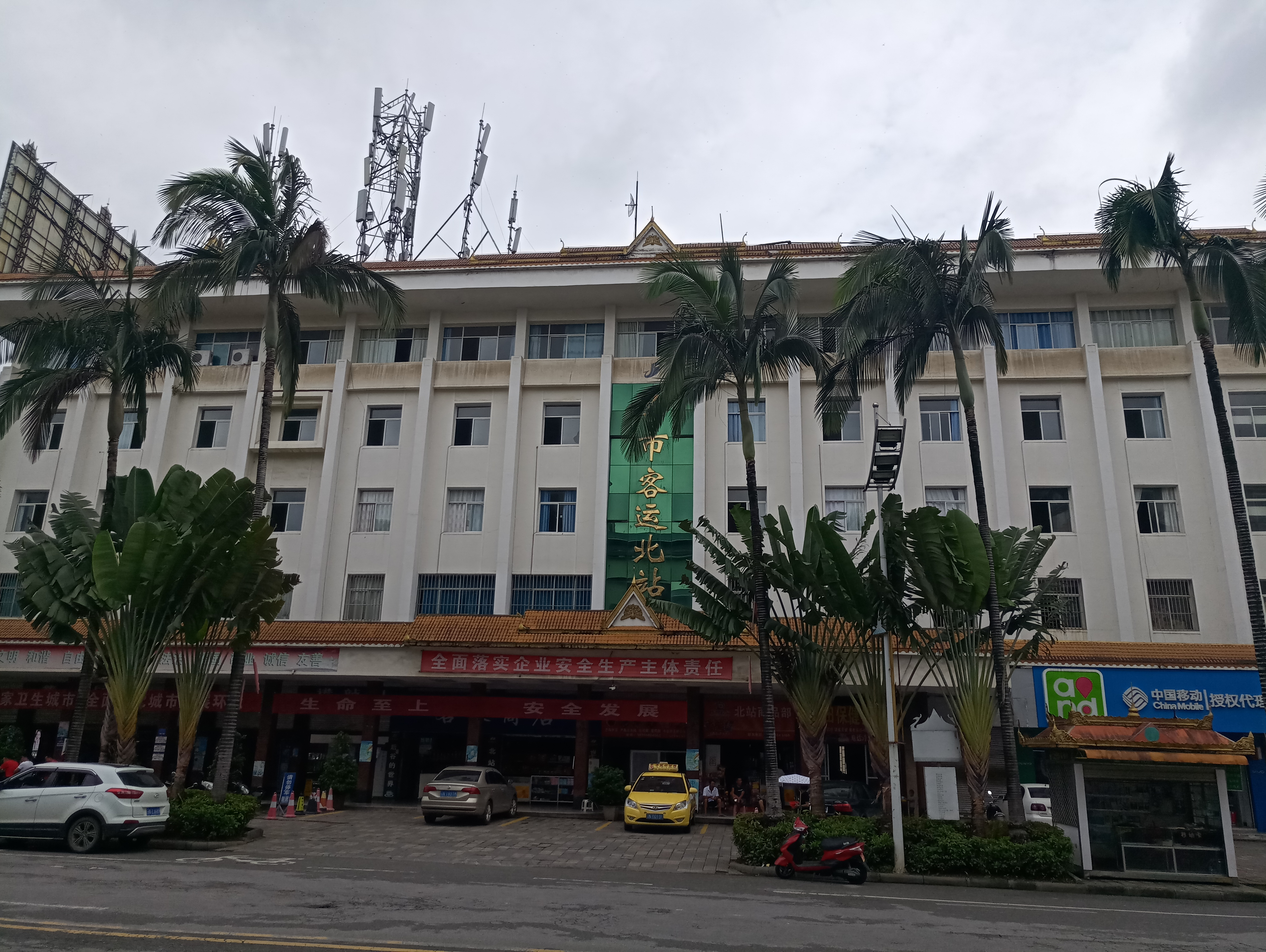
芒市客运北站

1952年，保山汽车运输总站开通了保山经芒市至畹町的班车。1978年，省属芒市汽车运输总站成立，开通了芒市至德宏各县的客运班车，1980年代开通了前往县内各乡镇以及下关、昆明等地的班车。1989年，州工交局直属的客运服务中心成立，下设芒市城北客运服务站和城南客运服务站，现改称芒市客运北站和芒市客运南站。截至2019年，芒市有客运北站、客运南站、三棵树客运站三个汽车客运站，客运北站主要运行省内跨州班车（昆明、下关、景洪、保山等）以及跨省班车（攀枝花、衡阳），客运南站主要运行州内及市内短途班车（梁河、盈江、陇川、芒海、中山等），三棵树客运站运行发往瑞丽、畹町、遮放及遮放农场的班车。
1994年，芒市公共汽车公司成立，隶属于市建设局，开通交通集团总站至帕底和法帕水泥厂的两条专线。截至2019年，芒市有城市公交企业5户、城市公交车151辆，开通运营线路26条，线网总长416公里，基本覆盖城区，日均客流量约2.2万人；另有农村客运企业5户、客运车辆108辆，开通农村客运班线56条。

### 铁路
大瑞铁路保瑞段于2015年12月1日开工建设，原计划2023年12月30日全部建成并完成验收:35-36，因高黎贡山隧道建设缓慢，通车时间有较大不确定性。大瑞铁路芒市境内段长81.4千米，设有龙陵、芒乖、芒市、芒市西、坝托、遮放、戛中七个车站。规划中的西南沿边铁路自腾冲猴桥出发，经芒市、龙陵木城、镇康连接临沧清水河铁路，又经普洱、蒙自等地，最终将通达广西防城港，芒市至临沧段已通过可行性研究。

### 航空

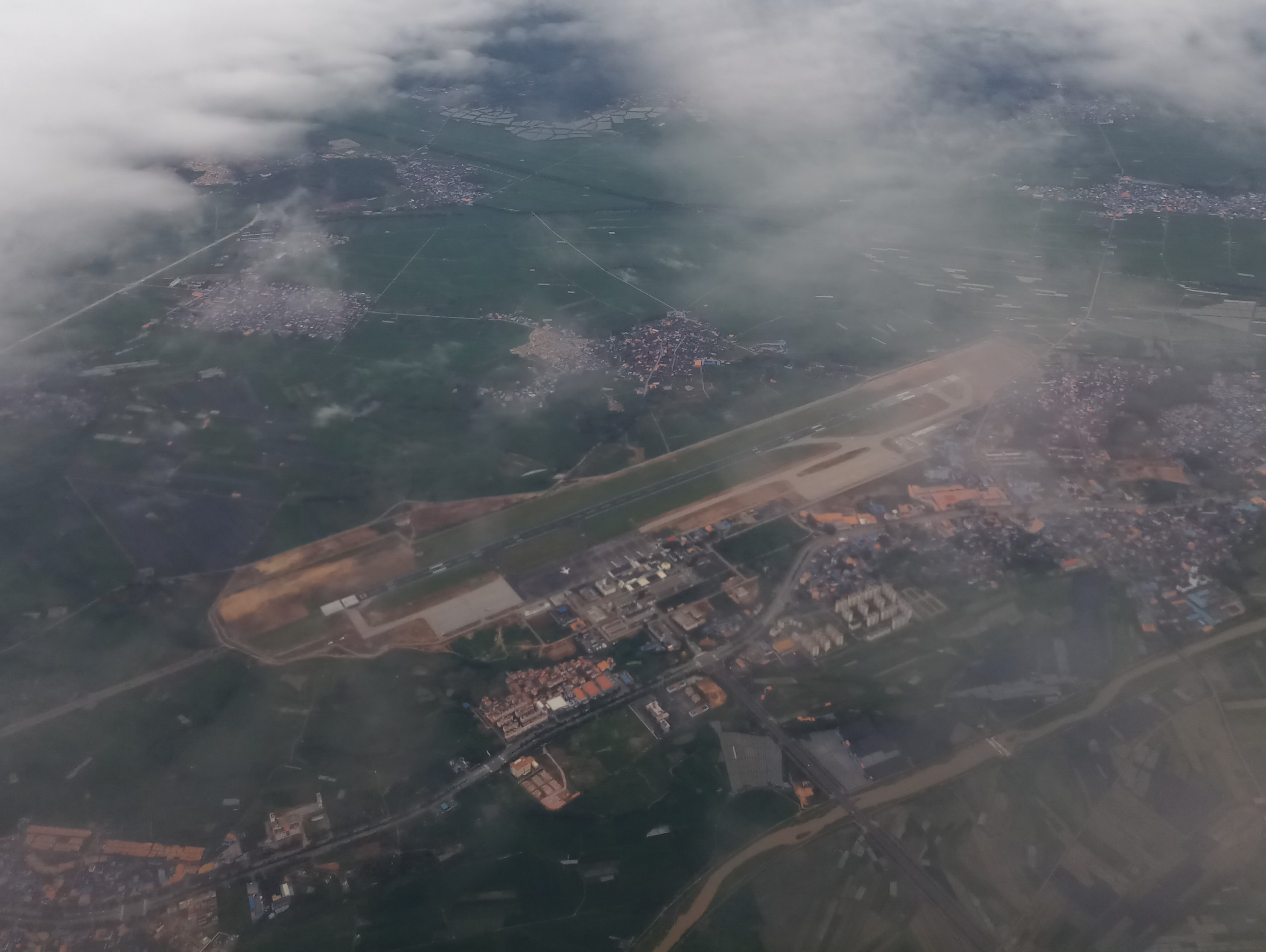
2018年6月的芒市机场

德宏芒市机场始建于1940年，抗日战争中曾起降C-46、C-47等机型从事军事物资运输及对日作战，日军占领芒市后也曾使用芒市机场，1945年芒市光复后机场荒废。1987年5月11日，中央批复同意重建芒市民用机场，1988年10月1日动工，1990年3月25日竣工验收，同年4月10日开通至昆明巫家坝机场的航线。2014年德宏芒市机场旅客量达到百万人次，进入中型机场行列。2016年5月17日，国务院批准芒市机场对外开放；2019年，瑞丽航空开通了芒市飞往曼德勒和仰光的定期国际航线。

## 城市建设

2021年的芒市城区图

芒市镇始建于清初，历史上无城墙和街道，农贸市场交易在荒地上进行。早年用竹木桩做出四个城门，东门直通龙陵象达，南门位于菩提寺南面30米处，西门在今德宏交通集团大楼附近（潞西县法院旧址），北门在今芒市公安局南侧。民国时期始现一条不足百米的街道，抗日战争前镇内仅有商店三户、摊贩十多户。滇缅公路通车后，随着西南运输处芒市站、滇缅公路运输管理局芒市站、云南省疟疾研究所、中国银行芒市分行、富滇银行芒市分行等机构的进入，小镇日趋繁盛。1944年，中国远征军滇西大反攻时，芒市毁于战火。抗战胜利后重建城镇，不过是一个稍大的村寨，面积1.5平方千米，1950年4月中国人民解放军进入芒市时，镇内仅有3,000余人。
1953年，芒市小礼堂建成；1956年，为了迎接中缅边民联欢大会，调保山建筑队到芒市新建了芒市宾馆，初现城市风貌。到1978年时，芒市城镇居民有近3万人，城区面积约2平方千米，主要街道有团结大街和青年路两条，无高楼大厦。1983年，青年路改建完工，成为芒市第一条现代城市道路标准建设的沥青道路，城内首次安装路灯、布设排水管道。1996年建市时，芒市城区面积达到9.2平方千米，人口约7万人。2003年德宏建州50周年庆典前夕，芒市将十多条街道改建、三十多条街道架设路灯，同时完成“三线入地”工程。
截至2019年，芒市城区面积50平方千米（规划），建成区20.52平方千米，城区人口15.33万人（含暂住），人口密度3,066人/平方千米。芒市城区道路长度115.62千米，有道路照明灯10,584盏，安装路灯道路111千米；供水管道336千米，供水普及率94.59%；天然气供气管道149.46千米，燃气普及率88.91%；排水管道250.1千米，污水处理厂二座，污水处理率92.99%；垃圾无害化处理厂一座，生活垃圾处理率99.98%。芒市建成区有绿化覆盖面积836公顷，覆盖率40.74%，共有公园10个，面积203公顷。
芒市许多街道名是从少数民族语言音译过来的，如芒喊路、勇罕路（原青年路）、南蚌路、勐焕路、遮喊路、遮安路等从傣语音译而来，2007年创办国家卫生城市时，为了体现边疆少数民族特色，部分街道改用少数民族节日命名，如目瑙纵歌路、阿露窝罗路、阔时路。城区街道的行道树种植有菠萝蜜、伞树、油棕、龙眼、大王棕、柚子、榕树、芒果等亚热带特色树种。
2011年12月20日，全国爱卫会授予芒市“国家卫生城市”称号；2013年，住房和城乡建设部授予芒市“国家园林城市”称号。

## 旅游

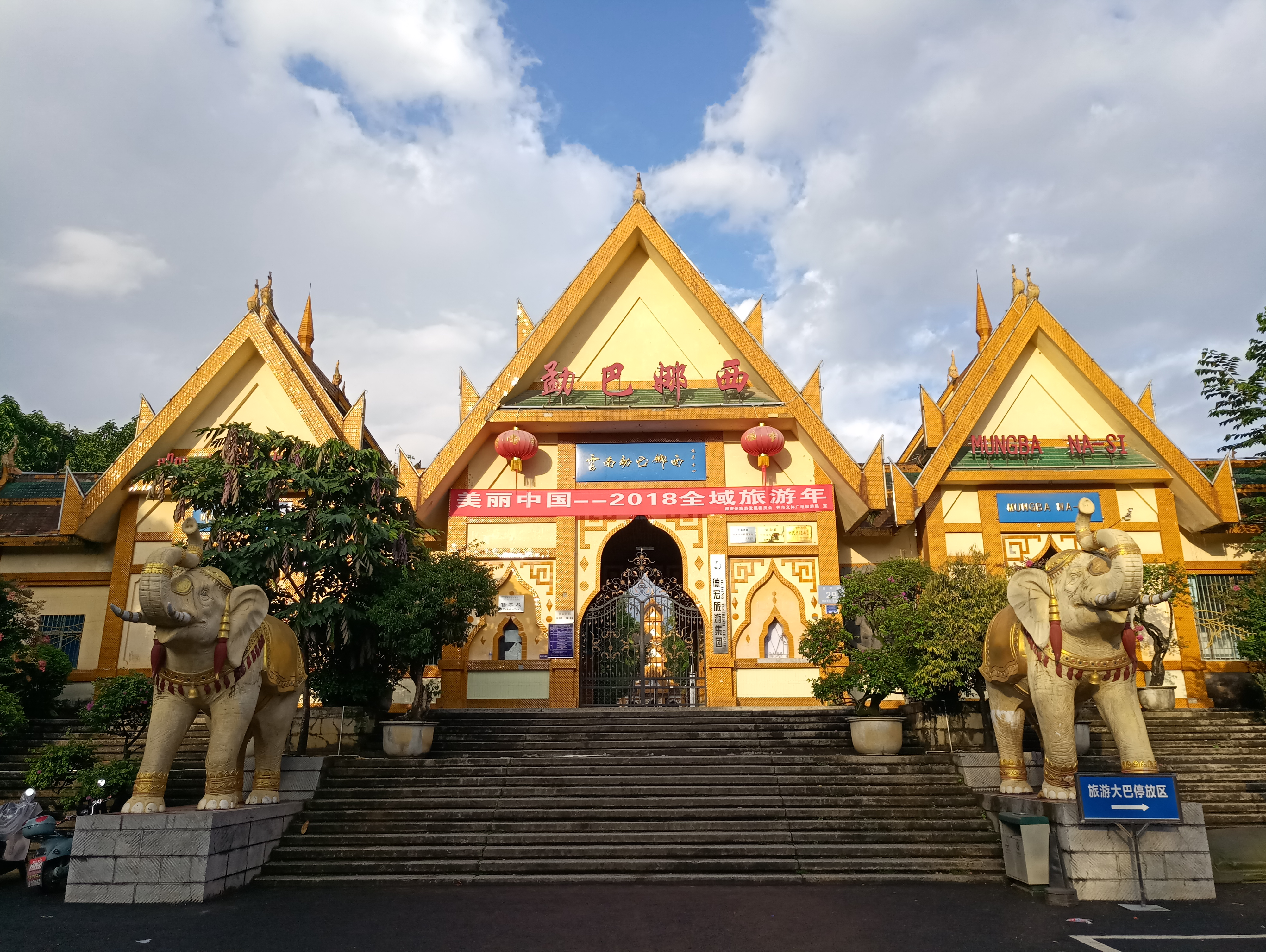
勐巴娜西珍奇园

2004年12月，潞西市被国家旅游局评定为“中国优秀旅游城市”。2019年，芒市接待游客1,059.33万人，其中海外游客52,285人次，旅游总收入216.19亿元，旅游外汇收入2,516万美元。截至2019年，芒市共建成旅游景区17个，其中4A景区一家：勐巴娜西珍奇园；3A景区二家：孔雀谷、仙佛洞；非A级景区景点14个：勐焕大金塔、勐焕银塔、孔雀湖、菩提寺、五云寺、佛光寺、观音寺、树包塔、史迪威码头湿地公园、三仙洞、后谷咖啡工业旅游区、黑河老坡、芒市生态田园观光区、法帕温泉度假区。瑞丽江－大盈江国家级风景名胜区部分位于芒市境内，芒市片区面积131平方千米。
泼水节与目瑙纵歌节是芒市最能吸引外地游客的民族节日，2017年泼水节，芒市接待游客21.96万人次，实现旅游社会总收入28,615万元；2019年目瑙纵歌节，芒市接待游客8.4136万人次，旅游收入7515.79万元。少数民族饮食是芒市文化旅游的重要组成，著名菜肴有傣族撒撇、菠萝饭、景颇族绿叶宴、鬼鸡等。

## 外事

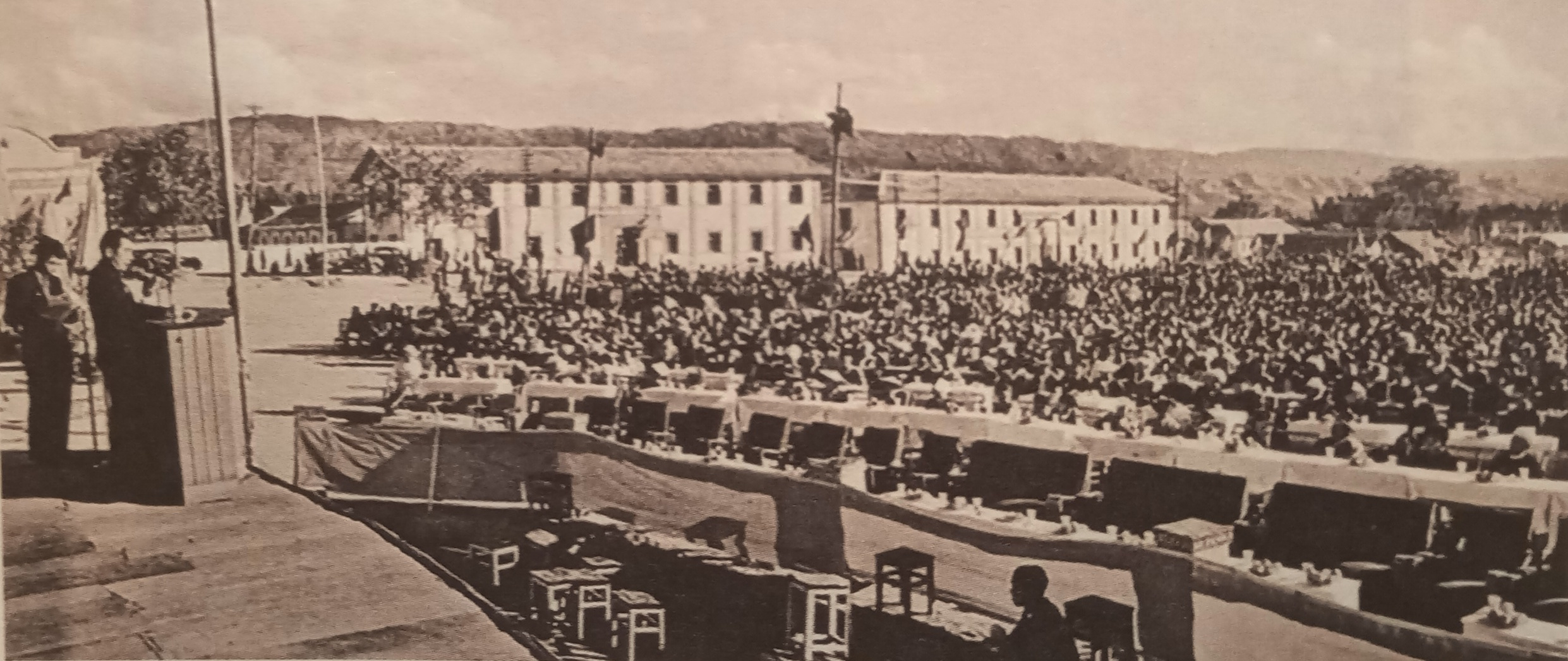
周恩来在中缅边民联欢大会上讲话

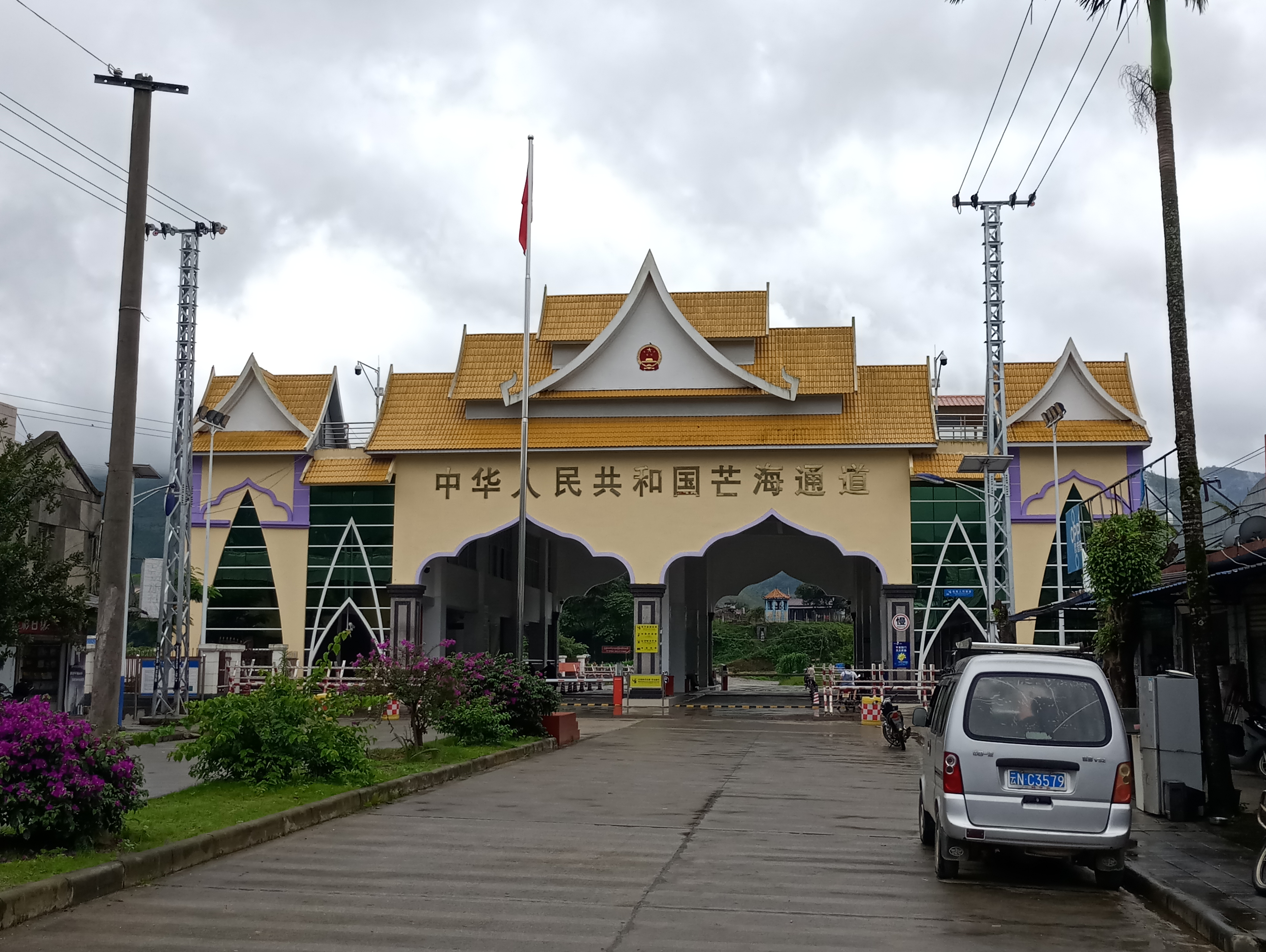
芒海通道

芒市与缅甸为邻，是国务院《沿边重点地区名录》在册的28个边境城市之一，有国界线68.23千米，为1899年中英第一次勘界时划定，芒市段中缅边界共有界桩13号（93号界桩至105号界桩）24棵。2000年建立正处级芒市海关，隶属昆明海关。芒市是“有边无岸”的边境市，主要有芒海、邦达、中山三条边境通道，但至今没有口岸。2016年5月17日，国务院批准芒市机场对外开放，2018年11月15日通过国家验收正式对外开放。2019年1月，缅甸驻昆明总领事馆在芒市设立了签证服务中心，对前往缅甸的旅客提供签证办理业务。2019年，芒市最大边境通道芒海通道出入境人数270,638人，出入境交通工具66,280辆次，进口甘蔗4.4万吨，货值2,420万元，出口化肥318吨，货值84.18万元。
芒市曾多次举办地区国际会议。1956年12月14日至18日，中缅边民联欢大会在芒市举行，中缅总理周恩来、吴巴瑞出席，共1.5万人参加联欢会。中国现代国际关系研究院主办的“跨喜马拉雅发展论坛”会议地点位于芒市，至2019年已召开五届。芒市曾于2015年、2016年召开孟中印缅卫生与疾控合作论坛，2016年召开孟中印缅现代畜牧科技合作论坛，2017年、2018年召开中缅智库高端论坛。2017年，亚洲咖啡协会在芒市成立，将芒市定为亚洲咖啡年会永久举办地。
截至2021年，芒市与一个城市结为国际友好城市：
| 城市   | 国家 | 缔结时间      | 签字官员        | 参考    |
| ------ | ---- | ------------- | --------------- | ------- |
| 江陵市 | 韩国 | 2012年1月10日 | 沙玉庄 / 崔明熙 | [ 437 ] |

## 著名人物
芒市的著名人物有末代芒市土司方御龙、土司代办方克光、方克胜、傣剧表演艺术家万小散、傣族剪纸艺术家思华章、傣族女高音歌唱家金小凤等。

## 引用
1. ↑  国务院第七次全国人口普查领导小组办公室. . 北京市: 中国统计出版社. 2022-07. ISBN 978-7-5037-9772-9. Wikidata Q130368174 （中文）.
2. ↑  牛汝辰（2016年），第387页
3. 1 2 3  德宏州志·综合卷（1994年），第460页
4. 1 2  德宏州志·综合卷（1994年），第10页
5. 1 2 3  保旭; 史广林. . 中国新闻网. 2010-07-24  [2019-09-02]. （原始内容存档于2019-09-02）.
6. 1 2  项陆才. . 春城晚报. 2010-07-23  [2019-09-02]. （原始内容存档于2019-09-02）.
7. ↑  羅旭. . 人民网. 2010-09-29  [2019-09-02]. （原始内容存档于2019-09-02）.
8. ↑  德宏年鉴（2011年），第103页
9. ↑  魏银霞. . 孔雀之乡网. 2010-09-28  [2019-09-02]. （原始内容存档于2019-09-02）.
10. ↑  . China Daily.   [2019-10-13]. （原始内容存档于2019-10-13） （英语）.
11. ↑  Syatauw 1961，第120页："Together with Premier Ba Swe he visited the border areas and these leaders held a conference in Mangshih on Yunnan territory."
12. ↑  . www.rafu.com. 2019-02-07  [2019-09-02]. （原始内容存档于2019-09-02）. Lee worked during World War II as secretary to the Sawba of Mangshih, a small principality on the China-Burma border
13. ↑  李淳信（2015年），第24-25页
14. 1 2 3  林文勋 & 杨红（2015年），第4页
15. ↑  耿德铭（2003年），第8页
16. ↑  尤中（1990年），第33页
17. 1 2  潞西县志（1993年），第9页
18. ↑  林文勋 & 杨红（2015年），第5页
19. 1 2  云南史料丛刊·第二卷（1998年），第43-44页
20. 1 2 3 4  革安发（2017年），第129页
21. 1 2  李治安 & 薛磊（2009年），第208页
22. ↑  李治安 & 薛磊（2009年），第209页
23. ↑  陆韧（2008年），第62页
24. ↑  陆韧（2008年），第63页
25. ↑  高金和（2014年），第19页
26. ↑  潞西县志（1993年），第309页
27. ↑  毕奥南（2005年），第105页
28. ↑  毕奥南（2005年），第109页
29. ↑  李正亭（2008年），第125页
30. ↑  刘祥学（1997年），第88页
31. ↑  郭红 & 靳润成（2007年），第212页
32. ↑  潞西县志（1993年），第482-483页
33. ↑  德宏州文史资料选辑·第十辑（1997年），第156页
34. 1 2  德宏州志·综合卷（1994年），第19页
35. ↑  德宏州志·综合卷（1994年），第20页
36. ↑  傅林祥等（2013年），第577页
37. 1 2  林文勋 & 杨红（2015年），第7页
38. 1 2 3  潞西县志（1993年），第310页
39. 1 2  潞西县志（1993年），第21页
40. ↑  谢本书 & 宋光淑（1995年），第15页
41. ↑  云南辛亥革命史（1991年），第109页
42. ↑  云南辛亥革命史（1991年），第119页
43. 1 2  潞西县志（1993年），第22页
44. ↑  傅林祥 & 郑宝恒（2007年），第318页
45. ↑  云南省志·民政志（1996年），第83页
46. ↑  傅林祥 & 郑宝恒（2007年），第318-320页
47. ↑  革安发（2017年），第130页
48. ↑  潞西市文史资料选辑·第三辑，第11页
49. ↑  德宏州志·政治卷（2011年），第11页
50. ↑  缐世海（2017年），第26页
51. ↑  潞西县文史资料选辑·第二集，第152页
52. 1 2  德宏州交通志（1999年），第40-41页
53. ↑  潞西县志（1993年），第153页
54. ↑  黄恒蛟（1995年），第125-126页
55. ↑  黄恒蛟（1995年），第127页
56. ↑  黄恒蛟（1995年），第132页
57. ↑  杨实（1992年），第30-31页
58. 1 2 3  德宏州交通志（1999年），第127页
59. ↑  孙代兴 & 吴宝璋（1995年），第127页
60. ↑  潞西县志（1993年），第10页
61. ↑  龙陵县志（2000年），第16页
62. ↑  孙代兴 & 吴宝璋（1995年），第131页
63. ↑  孙代兴 & 吴宝璋（1995年），第146页
64. ↑  潞西县志（1993年），第306页
65. ↑  孙代兴 & 吴宝璋（1995年），第204页
66. ↑  潞西县志（1993年），第308页
67. ↑  孙代兴 & 吴宝璋（1995年），第195页
68. ↑  龙陵县志（2000年），第574页
69. ↑  孙代兴 & 吴宝璋（1995年），第205页
70. ↑  潞西县志（1993年），第313页
71. ↑  潞西县志（1993年），第313-314页
72. ↑  何远灿，郗承文 & 张彭健（1993年），第99页
73. ↑  卓人政 & 杨林兴（2016年），第38页
74. ↑  卓人政 & 杨林兴（2016年），第42页
75. ↑  卓人政 & 杨林兴（2016年），第33页
76. ↑  卓人政 & 杨林兴（2016年），第35页
77. ↑  潞西县志（1993年），第400页
78. ↑  潞西县志（1993年），第314页
79. ↑  李茂琳 & 董晓梅（2017年），第106页
80. 1 2  革安发（2017年），第2页
81. 1 2 3 4 5  革安发（2017年），第3页
82. ↑  潞西县文史资料选辑·第一辑，第196页
83. ↑  潞西县志（1993年），第241页
84. ↑  潞西县志（1993年），第240页
85. ↑  潞西县文史资料选辑·第一辑，第197页
86. 1 2 3  德宏州文史资料选辑·第十辑（1997年），第159页
87. ↑  德宏州志·综合卷（1994年），第36页
88. ↑  德宏州文史资料选辑·第十二辑，第104-105页
89. ↑  德宏州文史资料选辑·第十二辑，第108页
90. ↑  德宏傣族景颇族自治州概况（2008年），第87页
91. 1 2  潞西县志（1993年），第23页
92. ↑  德宏傣族历史及土司制度资料纂编（2015年），第157-158页
93. ↑  潞西县志（1993年），第243页
94. ↑  李茂琳 & 董晓梅（2017年），第116页
95. 1 2  潞西县志（1993年），第24页
96. ↑  德宏州志·综合卷（1994年），第39-40页
97. ↑  潞西县志（1993年），第244页
98. ↑  缐世海（2017年），第22-26页
99. ↑  潞西县志（1993年），第245页
100. ↑  潞西县志（1993年），第245-246页
101. ↑  潞西县志（1993年），第246页
102. 1 2 3 4  潞西县志（1993年），第248页
103. 1 2 3  潞西县志（1993年），第42页
104. 1 2  潞西县志（1993年），第249页
105. ↑  潞西县志（1993年），第250页
106. 1 2  潞西县志（1993年），第251页
107. ↑  潞西县志（1993年），第252页
108. ↑  林文勋 & 杨红（2015年），第92页
109. 1 2  田大余（2008年），第644页
110. ↑  田大余（2008年），第643页
111. ↑  潞西县文史资料选辑·第一辑，第199页
112. 1 2 3 4  田大余（2008年），第645页
113. ↑  何绍强 & 杨晓兰（1997年），第28页
114. ↑  何远灿，郗承文 & 张彭健（1993年），第106页
115. ↑  . 人民日报海外版. 2002-03-04  [2019-09-09]. （原始内容存档于2021-07-10）.
116. ↑  何绍强 & 杨晓兰（1997年），第51-63页
117. ↑  潞西市综合经济志（2009年），第208页
118. ↑  . 瑞丽试验区.   [2021-07-10]. （原始内容存档于2020-07-18）.
119. ↑  刘祥元. . 云南日报. 2017-04-24  [2019-09-06]. （原始内容存档于2019-09-06）.
120. ↑  革安发（2017年），第134页
121. ↑  . 新华社. 2011-12-01  [2019-09-09]. （原始内容存档于2019-02-20）.
122. ↑  规划财务司. . 国务院扶贫开发领导小组. 2012-06-14  [2019-09-09]. （原始内容存档于2021-10-21）.
123. ↑  . 德宏网. 2017-01-11  [2020-04-11]. （原始内容存档于2021-12-09）.
124. ↑  毛晓. . 芒市人民政府. 2018-02-23  [2020-04-11]. （原始内容存档于2021-02-01）.
125. ↑  胡晓蓉. . 云南日报. 2018-10-01  [2019-09-09]. （原始内容存档于2021-07-10）.
126. ↑  寸超. . 德宏团结报. 2019-05-07  [2019-09-12]. （原始内容存档于2021-07-10）.
127. 1 2  芒市年鉴（2020年），第58页
128. ↑  Google Inc.  (地图). Google Inc. 2019-09-09  [2019-09-09].
129. ↑  Google Inc.  (地图). Google Inc. 2019-09-09  [2019-09-09].
130. ↑  Google Inc.  (地图). Google Inc. 2019-09-09  [2019-09-09].
131. ↑  Google Inc.  (地图). Google Inc. 2019-09-09  [2019-09-09].
132. ↑  Google Inc.  (地图). Google Inc. 2019-09-09  [2019-09-09].
133. 1 2  芒市年鉴（2020年），第63页
134. ↑  中华人民共和国行政区划简册（2015年），第158页
135. 1 2  潞西县志（1993年），第53页
136. ↑  云南地州市县概况（1987年），第36页
137. 1 2 3 4  云南地州市县概况（1987年），第40页
138. ↑  德宏州志·综合卷（1994年），第185页
139. 1 2 3 4  林文勋 & 杨红（2015年），第100页
140. 1 2 3  潞西县志（1993年），第52页
141. ↑  林文勋 & 杨红（2015年），第101页
142. ↑  林文勋 & 杨红（2015年），第102-103页
143. 1 2 3  潞西县志（1993年），第59页
144. ↑  潞西县志（1993年），第63页
145. ↑  芒市年鉴（2020年），第322页
146. ↑  项陆才. . 云南日报. 2006-11-29  [2020-04-11]. （原始内容存档于2022-01-13）.
147. ↑  朱伟玺等（2016年），第20页
148. ↑  芒市年鉴（2020年），第530页
149. ↑  林文勋 & 杨红（2015年），第103页
150. ↑  潞西县志（1993年），第62页
151. 1 2  林文勋 & 杨红（2015年），第107页
152. 1 2  潞西县志（1993年），第54-55页
153. ↑  芒市年鉴（2020年），第59页
154. ↑  潞西县志（1993年），第65页
155. ↑  芒市年鉴（2020年），第319页
156. 1 2 3  林文勋 & 杨红（2015年），第106页
157. 1 2  潞西县志（1993年），第64页
158. ↑  周梦爽. . 光明日报. 2019-04-09  [2019-09-22]. （原始内容存档于2019-04-10）.
159. ↑  温潇潇. . 澎湃新闻. 2018-07-15  [2019-09-10]. （原始内容存档于2021-07-10）.
160. ↑  马楠. . 云南网. 2019-02-18  [2019-09-10]. （原始内容存档于2022-01-14）.
161. 1 2  芒市年鉴（2020年），第64页
162. ↑  德宏州志·综合卷（1994年），第186页
163. ↑  谭雅竹; 刘流; 李绍明. . 云南网. 2011-07-06  [2019-09-10]. （原始内容存档于2013-01-31）.
164. ↑  潞西县志（1993年），第73-74页
165. ↑  潞西县志（1993年），第74页
166. 1 2 3 4  潞西县志（1993年），第75页
167. ↑  . 澎湃新闻. 2021-10-21  [2021-10-28]. （原始内容存档于2022-01-14）.
168. ↑  . 中共芒市委宣传部. 2016-10-10  [2019-09-11]. （原始内容存档于2019-09-20）.
169. ↑  芒市融媒体中心. . “微美芒市”微信公众号. 2021-11-26  [2021-11-26]. （原始内容存档于2022-01-14）.
170. ↑  . 中共芒市委宣传部. 2016-10-10  [2019-09-11]. （原始内容存档于2019-09-20）.
171. ↑  革安发（2017年），第5页
172. ↑  德宏州志·政治卷（2011年），第26页
173. ↑  潞西县志（1993年），第224页
174. ↑  潞西县志（1993年），第266-267页
175. ↑  潞西县志（1993年），第269-270页
176. ↑  潞西县志（1993年），第269页
177. ↑  德宏州志·政治卷（2011年），第87页
178. 1 2  德宏州志·政治卷（2011年），第91页
179. ↑  革安发（2017年），第139页
180. 1 2 3  潞西县志（1993年），第277页
181. ↑  德宏傣族景颇族自治州政协志（2005年），第132页
182. 1 2 3  潞西县志（1993年），第281页
183. ↑  芒市年鉴（2020年），第52页
184. ↑  中华人民共和国乡镇行政区划简册（2020年），第374页
185. ↑  . 中国·国家地名信息库.
186. ↑  德宏州志·综合卷（1994年），第459-502页
187. ↑  芒市年鉴（2020年），第71-144页
188. 1 2 3 4  芒市融媒体中心. . “微美芒市”微信公众号. 2021-06-21  [2021-07-08]. （原始内容存档于2021-07-10）.
189. ↑  芒市年鉴（2020年），第52-62,71-144页
190. 1 2  中华人民共和国政区大典·云南省卷（2016年），第2552-2570页
191. ↑  潞西县志（1993年），第23,25页
192. ↑  潞西县志（1993年），第25页
193. ↑  潞西县志（1993年），第26页
194. ↑  潞西县志（1993年），第27页
195. ↑  潞西县志（1993年），第27-28页
196. 1 2 3 4  潞西县志（1993年），第28页
197. 1 2 3 4 5 6 7  潞西县志（1993年），第29页
198. 1 2 3 4  潞西县志（1993年），第30页
199. ↑  潞西县志（1993年），第31页
200. 1 2  中华人民共和国政区大典·云南省卷（2016年），第2554页
201. ↑  中华人民共和国政区大典·云南省卷（2016年），第2561页
202. ↑  中华人民共和国政区大典·云南省卷（2016年），第2555页
203. ↑  中华人民共和国政区大典·云南省卷（2016年），第2552页
204. 1 2  . 中国侨网. 2014-04-29  [2019-09-12]. （原始内容存档于2017-07-02）.
205. 1 2 3  遮放农场志（2012年），第50页
206. ↑  德宏农垦志（2011年），第61页
207. 1 2 3  芒市年鉴（2020年），第528页
208. ↑  云南统计年鉴（2020年），第515-516页
209. ↑  芒市年鉴（2020年），第70页
210. ↑  云南统计年鉴（2020年），第533页
211. ↑  云南统计年鉴（2020年），第537页
212. ↑  芒市年鉴（2020年），第531页
213. ↑  云南统计年鉴（2020年），第543页
214. ↑  云南统计年鉴（2020年），第545页
215. ↑  云南统计年鉴（2020年），第549页
216. ↑  云南统计年鉴（2020年），第551页
217. 1 2  林文勋 & 杨红（2015年），第60页
218. 1 2  云南统计年鉴（2020年），第511页
219. 1 2  . 国家统计局. 2020-02-28  [2021-07-08]. （原始内容存档于2020-07-30）.
220. ↑  肖素梅; 杨恩杰. . 德宏团结报. 2018-04-19  [2019-09-13]. （原始内容存档于2021-07-10）.
221. ↑  . 云南网. 2012-07-17  [2021-07-09]. （原始内容存档于2021-07-10）.
222. ↑  云南统计年鉴（2020年），第565页
223. ↑  林文勋 & 杨红（2015年），第71页
224. ↑  云南统计年鉴（2020年），第573页
225. ↑  . 经济参考报. 2013-01-09  [2019-09-13]. （原始内容存档于2021-06-12）.
226. ↑  刘先兵. . 都市时报. 2011-11-28  [2019-09-13]. （原始内容存档于2021-07-10）.
227. ↑  潞西县志（1993年），第109页
228. ↑  林文勋 & 杨红（2015年），第54页
229. ↑  刘祥元. . 云南日报. 2018-03-29  [2019-09-13]. （原始内容存档于2018-08-03）.
230. ↑  芒市年鉴（2020年），第310页
231. ↑  林文勋 & 杨红（2015年），第54,65,70页
232. ↑  . 芒市网. 2017-06-12  [2019-09-20]. （原始内容存档于2019-09-20）.
233. ↑  云南统计年鉴（2020年），第569,573,577页
234. ↑  芒市年鉴（2020年），第529页
235. ↑  云南统计年鉴（2020年），第584-585页
236. ↑  林文勋 & 杨红（2015年），第55页
237. ↑  林文勋 & 杨红（2015年），第56页
238. ↑  杨丽. . 政协德宏州委. 2018-06-05  [2019-09-14]. （原始内容存档于2020-05-23）.
239. 1 2  芒市年鉴（2020年），第333页
240. 1 2  芒市年鉴（2020年），第12页
241. ↑  林文勋 & 杨红（2015年），第119-120页
242. ↑  云南统计年鉴（2020年），第589页
243. ↑  李映青. . 中国日报. 2015-01-25  [2019-09-13]. （原始内容存档于2021-07-10）.
244. ↑  吕畅. . 中国日报. 2010-12-16  [2019-09-13]. （原始内容存档于2011-02-17）.
245. ↑  . 云南网. 2018-09-28  [2019-09-13]. （原始内容存档于2019-07-22）.
246. ↑  蒋涛. . 中国新闻网. 2017-02-20  [2019-09-13]. （原始内容存档于2017-03-13）. 我刚刚喝的咖啡品牌叫后谷，这个咖啡我不是夸张，是我走遍全球，喝过全球各个国家咖啡当中最好的
247. 1 2  芒市年鉴（2020年），第316页
248. ↑  云南统计年鉴（2020年），第553页
249. 1 2  中华人民共和国政区大典·云南省卷（2016年），第2549页
250. ↑  张祖杏. . 德宏团结报. 2016-04-28  [2019-09-15]. （原始内容存档于2021-07-10）.
251. ↑  李俊臣. . 德宏团结报. 2017-12-26  [2019-09-15]. （原始内容存档于2021-07-09）.
252. ↑  云南统计年鉴（2020年），第557页
253. ↑  芒市年鉴（2020年），第429页
254. ↑  . 云南网. 2011-07-19  [2019-09-15]. （原始内容存档于2021-07-10）.
255. ↑  林文勋 & 杨红（2015年），第84页
256. ↑  芒市年鉴（2020年），第331页
257. ↑  林文勋 & 杨红（2015年），第84-85页
258. ↑  林文勋 & 杨红（2015年），第86页
259. ↑  潞西县志（1993年），第40-41页
260. ↑  云南省2000年人口普查资料，第6页
261. ↑  云南省2010年人口普查资料，第6页
262. 1 2  潞西县志（1993年），第40页
263. ↑  蔡鑫（2009年），第31页
264. ↑  云南省2010年人口普查资料，第101-160页
265. ↑  何平（2001年），第131页
266. ↑  杨永生（1995年），第90页
267. ↑  何平（2007年），第88页
268. 1 2  何平（2001年），第70页
269. ↑  江应樑（1983年），第101页
270. ↑  江应樑（1983年），第98页
271. ↑  林文勋 & 杨红（2015年），第40页
272. 1 2  潞西县志（1993年），第420页
273. 1 2 3  德宏年鉴（2018年），第79页
274. ↑  景颇族简史（2008年），第24页
275. ↑  景颇族简史（2008年），第27页
276. ↑  潞西县志（1993年），第426页
277. ↑  李秋雯; 胡蓉. . 德宏团结报. 2012-07-12  [2019-09-16]. （原始内容存档于2021-07-10）.
278. ↑  德昂族简史（2008年），第61页
279. ↑  丁菊英（2012年）
280. ↑  潞西县志（1993年），第45页
281. ↑  潞西县志（1993年），第431页
282. ↑  德宏宗教（1992年），第27页
283. ↑  潞西县志（1993年），第448-449页
284. 1 2  德宏历史资料·文化宗教卷（2012年），第424-425页
285. ↑  德宏宗教（1992年），第104页
286. ↑  潞西县志（1993年），第453页
287. ↑  潞西县志（1993年），第456页
288. ↑  潞西县志（1993年），第457页
289. 1 2  张方元（2000年），第154页
290. ↑  德宏宗教（1992年），第216页
291. ↑  德宏宗教（1992年），第220页
292. ↑  潞西县志（1993年），第460,462页
293. ↑  德宏宗教（1992年），第214-221页
294. ↑  秦明豫; 袁明锋. . 春城晚报. 2014-05-07  [2019-09-20]. （原始内容存档于2019-09-20）.
295. ↑  李全民（2007年），第345页
296. ↑  德宏宗教（1992年），第245-249页
297. ↑  德宏宗教（1992年），第259页
298. ↑  德宏宗教（1992年），第262页
299. ↑  潞西县志（1993年），第465页
300. ↑  潞西县志（1993年），第466页
301. ↑  芒市年鉴（2020年），第68页
302. ↑  德宏宗教（1992年），第309页
303. ↑  德宏宗教（1992年），第304页
304. ↑  李荣（1991年），第B6页
305. ↑  景颇族简史（2008年），第8页
306. 1 2  德昂族简史（2008年），第113页
307. 1 2  蔡榮男（2016年），第189-190页
308. ↑  潞西县志（1993年），第364-367页
309. 1 2  . 中国政府网. 2008-06-14  [2019-09-22]. （原始内容存档于2017-11-29）.
310. ↑  姚昌东. . 中国民俗学网. 2017-03-26  [2019-09-22]. （原始内容存档于2021-07-10）.
311. 1 2 3  . 芒市文化和旅游局. 2018-05-18  [2019-09-22]. （原始内容存档于2019-09-22）.
312. ↑  马向东（1991年），第47页
313. ↑  周灿 & 赵燕梅（2013年），第68页
314. ↑  沈富从. . 芒市云. 2019-02-13  [2019-09-22]. （原始内容存档于2019-09-22）.
315. ↑  云南省妇联. . 芒市网. 2017-01-24  [2019-09-22]. （原始内容存档于2019-09-22）.
316. ↑  李向雄; 陈晓波. . 云南日报. 2010-10-09  [2019-09-22]. （原始内容存档于2019-09-22）.
317. 1 2  周灿 & 李娟（2012年），第47页
318. ↑  潞西县志（1993年），第424页
319. ↑  胡远航. . 中国新闻网. 2018-04-12  [2019-09-22]. （原始内容存档于2019-09-22）.
320. ↑  潞西县志（1993年），第429页
321. ↑  崔汶. . 中国新闻网. 2017-02-11  [2019-09-22]. （原始内容存档于2019-09-22）.
322. ↑  . 新华网. 2012-02-07  [2019-09-22]. （原始内容存档于2019-09-22）.
323. ↑  . 德宏州人民政府. 2018-08-01  [2019-09-22]. （原始内容存档于2021-02-01）.
324. ↑  潞西县志（1993年），第327页
325. ↑  潞西县志（1993年），第326页
326. ↑  潞西县志（1993年），第328页
327. ↑  潞西县教育志（1993年），第72页
328. ↑  潞西县教育志（1993年），第133页
329. 1 2  芒市年鉴（2020年），第532页
330. ↑  林文勋 & 杨红（2015年），第153页
331. ↑  林文勋 & 杨红（2015年），第157页
332. ↑  段晨阳. . 德宏团结报. 2018-09-04  [2019-12-02]. （原始内容存档于2021-07-10）.
333. ↑  德宏州教育志（2010年），第142-145页
334. 1 2  德宏州卫生志，第194页
335. ↑  潞西县志（1993年），第387页
336. 1 2  德宏州卫生志，第197页
337. ↑  德宏州卫生志，第195页
338. ↑  刘芬. . 德宏团结报. 2018-09-12  [2019-09-23]. （原始内容存档于2021-07-10）.
339. ↑  刘芬. . 德宏团结报. 2018-12-01  [2019-09-23]. （原始内容存档于2021-10-11）.
340. ↑  德宏州卫生志，第150页
341. ↑  德宏州卫生志，第56页
342. ↑  德宏州志·文化卷（2011年），第179页
343. ↑  谭江华; 曾滨. . 云南日报. 2010-08-21  [2019-09-23]. （原始内容存档于2019-09-23）.
344. ↑  . 芒市人民政府. 2010-08-22  [2019-09-23]. （原始内容存档于2021-07-09）.
345. ↑  . 云南日报. 2019-03-18  [2019-09-23]. （原始内容存档于2019-09-23）.
346. ↑  . 云南日报. 2019-03-10  [2019-09-23]. （原始内容存档于2019-09-23）.
347. ↑  . 中华人民共和国国家广电总局. 2014-01-16  [2024-02-27]. （原始内容存档于2024-02-05）.
348. ↑  德宏州志·文化卷（2011年），第8-9页
349. ↑  潞西县志（1993年），第386页
350. ↑  芒市年鉴（2020年），第428页
351. ↑  项陆才; 马天静; 赵学康; 马益华. . 春城晚报. 2006-12-17  [2019-09-23]. （原始内容存档于2019-09-23）.
352. ↑  王磊. . 大众网. 2011-11-01  [2019-09-23]. （原始内容存档于2019-09-23）.
353. ↑  寸超. . 德宏团结报. 2020-04-19  [2021-07-09]. （原始内容存档于2021-07-10）.
354. ↑  杨曦萌. . 德宏团结报. 2021-02-07  [2021-07-09]. （原始内容存档于2021-07-10）.
355. ↑  芒市年鉴（2020年），第302页
356. ↑  曹婕. . 春城晚报. 2015-05-25  [2019-09-25]. （原始内容存档于2019-09-25）.
357. ↑  崔汶. . 中国新闻网. 2016-01-01  [2019-09-25]. （原始内容存档于2019-09-25）.
358. ↑  管毓树; 刘祥元. . 云南日报. 2018-12-23  [2019-09-25]. （原始内容存档于2019-09-25）.
359. ↑  寸超; 杨斌. . 云南网-德宏团结报. 2023-10-17  [2023-12-28]. （原始内容存档于2023-12-28）.
360. 1 2  云南省发展和改革委员会. . 2020-06-05.
361. ↑  芒市融媒体中心. . 微美芒市. 2022-07-26  [2023-12-28]. （原始内容存档于2023-12-28）.
362. 1 2 3  黄恒蛟（1995年），第97页
363. 1 2 3  潞西县志（1993年），第152页
364. ↑  祥云县志（1996年），第355页
365. ↑  大理市志（1998年），第250页
366. ↑  黄恒蛟（1999年），第224-225页
367. ↑  德宏州交通志（1999年），第43页
368. ↑  . 国家发展改革委. 2022-07-12  [2023-12-28]. （原始内容存档于2022-07-18）.
369. ↑  潞西县志（1993年），第150页
370. ↑  德宏州交通志（1999年），第50页
371. ↑  龙陵县志（2000年），第244页
372. ↑  段秋娟. . 德宏团结报. 2017-07-05  [2020-09-22]. （原始内容存档于2021-01-20）.
373. ↑  德宏州交通志（1999年），第44页
374. ↑  . 德宏州人民政府. 2016-06-23  [2021-07-09].[]
375. ↑  德宏州交通志（1999年），第49页
376. ↑  . 孔雀之乡网. 2009-05-25  [2019-09-25]. （原始内容存档于2015-03-20）.
377. ↑  德宏州交通志（1999年），第47页
378. ↑  . 芒市交通运输局. 2019-05-17  [2019-09-25]. （原始内容存档于2019-09-25）.
379. ↑  刘祥元. . 云南网. 2018-01-02  [2019-09-25]. （原始内容存档于2019-09-25）.
380. ↑  . 景成集团. 2016-12-26  [2019-09-25]. （原始内容存档于2019-09-25）.
381. ↑  潞西县志（1993年），第155页
382. 1 2  德宏州交通志（1999年），第118页
383. ↑  . 德宏州道路运输管理局. 2019-08-14  [2019-09-25]. （原始内容存档于2021-07-10）.
384. ↑  潞西市综合经济志（2009年），第100页
385. ↑  芒市年鉴（2020年），第303页
386. ↑  王艳龙. . 中国新闻网. 2015-12-02  [2020-04-11]. （原始内容存档于2020-12-18）.
387. ↑  朱边勇; 何真玉; 石联播; 赖文杰. . 德宏团结报. 2020-04-21  [2020-08-16]. （原始内容存档于2021-02-05）.
388. ↑  . 德宏州人民政府. 2019-04-30  [2019-09-25]. （原始内容存档于2021-02-01）.
389. ↑  . 中国政府网. 2011-10-08  [2019-09-26]. （原始内容存档于2017-09-03）.
390. ↑  德宏州志·经济卷（1997年），第421页
391. ↑  念新洪; 彭锡. . 云南网. 2014-12-15  [2017-08-24]. （原始内容存档于2017-09-03）.
392. 1 2  . 德宏州商务局. 2018-06-01  [2019-09-26]. （原始内容存档于2018-08-02）.
393. ↑  杨之辉. . 云南网. 2019-01-24  [2019-01-24]. （原始内容存档于2019-01-25）.
394. ↑  . 中国民航网. 2019-10-12  [2020-04-11]. （原始内容存档于2022-01-14）.
395. ↑  德宏州志·经济卷（1997年），第471页
396. 1 2  德宏州志·经济卷（1997年），第472页
397. ↑  潞西县城乡建设志（1989年），第28页
398. ↑  潞西县志（1993年），第184页
399. ↑  潞西县志（1993年），第184-185页
400. 1 2 3  德宏傣族景颇族自治州概况（2008年），第373页
401. ↑  杨常锁（2015年），第178页
402. 1 2 3  李天义. . 中共芒市委党史研究室. 2019-04-26  [2019-09-27]. （原始内容存档于2021-01-22）.
403. 1 2  德宏傣族景颇族自治州概况（2008年），第374页
404. ↑  中国城市建设统计年鉴（2019年），第78页
405. ↑  中国城市建设统计年鉴（2019年），第512-513页
406. ↑  中国城市建设统计年鉴（2019年），第212页
407. 1 2 3 4 5  中国城市建设统计年鉴（2019年），第38-39页
408. ↑  中国城市建设统计年鉴（2019年），第392页
409. ↑  中国城市建设统计年鉴（2019年），第558页
410. ↑  中国城市建设统计年鉴（2019年），第602页
411. ↑  中国城市建设统计年鉴（2019年），第628页
412. ↑  李秋萍 & 王丽娟（2015年），第111页
413. ↑  刘晓燕. . 德宏团结报. 2011-12-23  [2019-09-27]. （原始内容存档于2021-07-10）.
414. ↑  . 中华人民共和国住房和城乡建设部. 2014-01-14  [2019-09-27]. （原始内容存档于2016-07-07）.
415. ↑  . 中国网络电视台. 2010-10-16  [2019-09-27]. （原始内容存档于2012-05-13）.
416. ↑  芒市年鉴（2020年），第430,531页
417. ↑  芒市年鉴（2020年），第430页
418. ↑  林文勋 & 杨红（2015年），第102页
419. ↑  项陆才; 戴振华; 刘自学. . 春城晚报. 2018-04-01  [2019-09-28]. （原始内容存档于2021-07-10）.
420. ↑  芒市委宣传部. . 德宏团结报. 2019-02-26  [2019-09-28]. （原始内容存档于2021-07-10）.
421. ↑  江宗保，桂丽娟 & 徐天荣（2001年）
422. ↑  . 中国政府网. 2016-01-07  [2019-10-03]. （原始内容存档于2019-04-28）.
423. ↑  潞西县志（1993年），第284-285页
424. ↑  . 德宏州人民政府. 2015-08-24  [2019-09-28]. （原始内容存档于2021-02-01）.
425. ↑  林文勋 & 杨红（2015年），第162页
426. ↑  . 德宏州商务局. 2018-11-30  [2019-09-28]. （原始内容存档于2021-02-01）.
427. ↑  姚兵. . 新华社. 2019-01-13  [2019-09-29]. （原始内容存档于2019-03-15）.
428. ↑  金保荣（2007年），第22页
429. ↑  崔汶. . 中国新闻网. 2015-08-25  [2019-09-28]. （原始内容存档于2015-09-10）.
430. ↑  管毓树; 李沛昀. . 云南日报. 2019-09-28  [2019-09-28]. （原始内容存档于2022-01-14）.
431. ↑  虎遵会. . 人民网. 2015-12-12  [2019-09-28]. （原始内容存档于2021-07-10）.
432. ↑  德宏年鉴（2017年），第453页
433. ↑  张江元. . 央广网. 2016-03-05  [2019-09-28]. （原始内容存档于2021-07-10）.
434. ↑  邓清文; 刘祥元; 曹云波. . 云南日报. 2017-05-11  [2019-09-28]. （原始内容存档于2021-07-10）.
435. ↑  胡远航. . 中国新闻网. 2018-05-09  [2019-09-28]. （原始内容存档于2021-07-10）.
436. ↑  崔汶. . 中国新闻网. 2017-11-27  [2019-09-13]. （原始内容存档于2021-07-10）.
437. ↑  刘晓燕. . 德宏团结报. 2012-01-13  [2019-09-28]. （原始内容存档于2021-10-11）.
438. ↑  克有和. . 德宏团结报. 2012-09-09  [2019-09-26]. （原始内容存档于2021-07-09）.
439. ↑  戴川. . 春城晚报. 2011-02-16  [2019-09-22]. （原始内容存档于2019-09-22）.
440. ↑  . 中国民族报. 2014-03-21  [2019-09-22]. （原始内容存档于2019-09-22）.

## 延伸阅读
- 何萍 主编; 云南省潞西县志编纂委员会 编. . 昆明: 云南教育出版社. 1993  [2019-10-05]. ISBN 7-54150-685-0. （原始内容存档于2021-09-21）.
- 芒市地方志编纂委员会办公室 编. . 昆明: 云南人民出版社. 2017  [2021-07-10]. ISBN 978-7-222-16514-4. （原始内容存档于2021-09-21）.
- 林文勋 主编; 杨红 分册主编; 《滇西边境县研究书系 芒市》编委会 编. . 昆明: 云南大学出版社. 2015  [2019-10-05]. ISBN 978-7-5482-2412-9. （原始内容存档于2021-09-21）.